# Joinville (Haute-Marne)
Pour les articles homonymes, voir Joinville.
Joinville (prononcé [ ʒwɛ̃.ˈvil]), appelée également Joinville-en-Vallage ou encore Joinville en Champagne, est une commune française située dans le département de la Haute-Marne, en région Grand Est.
La commune est labellisée « Village étape » depuis 2014 et « Petite cité de caractère » depuis 2015.
Ses habitants sont appelés les Joinvillois.

## Géographie

### Localisation
Placée au carrefour de la Champagne et de la Lorraine, à 239 km de Paris, Joinville est la 5e ville de la Haute-Marne. La Marne qui traverse la ville est régulée en aval par le plus grand plan d'eau artificiel d'Europe, le lac du Der-Chantecoq.

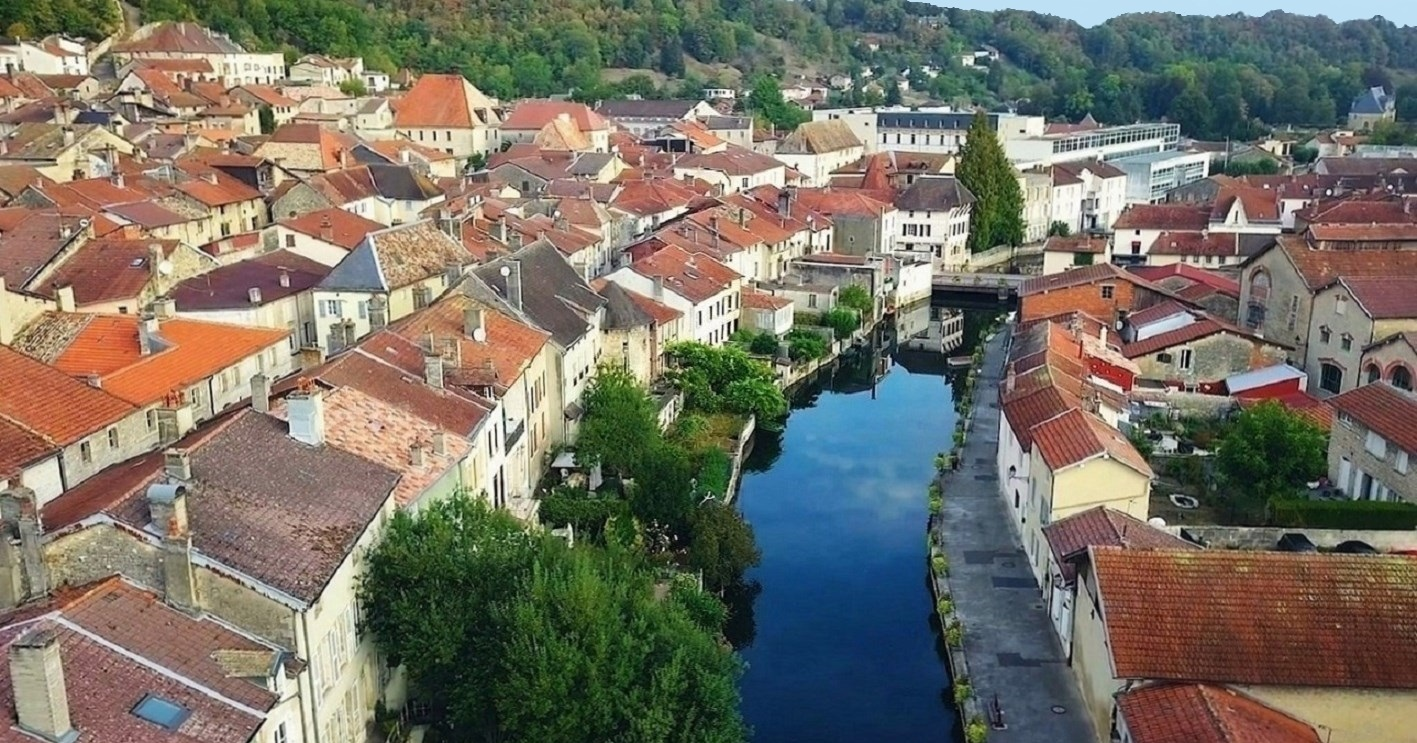
Vue générale

### Communes limitrophes
Les communes limitrophes sont Chatonrupt-Sommermont, Ferrière-et-Lafolie, Fronville, Mathons, Nomécourt, Rupt, Saint-Urbain-Maconcourt, Suzannecourt, Thonnance-lès-Joinville et Vecqueville.

### Hydrographie
La commune est dans la région hydrographique « la Seine de sa source au confluent de l'Oise (exclu) » au sein du bassin Seine-Normandie. Elle est drainée par le canal de la Marne a la Saone, la Marne, le Rongeant, divers bras de la Marne, la Marne et,.
Le canal de la Marne à la Saône est un canal à bief de partage au gabarit Freycinet, d'une longueur de 160 km reliant les vallées de la Marne et de la Saône, géré par les Voies navigables de France.
La Marne  prend sa source sur le plateau de Langres, dans la commune de Saints-Geosmes (Haute-Marne) et se jette dans la Seine entre Charenton-le-Pont et Alfortville (Val-de-Marne) dans le quartier de Conflans-l'Archevêque.
Le Rongeant, d'une longueur de 19 km, prend sa source dans la commune de Thonnance-les-Moulins et se jette  dans la Marne à Thonnance-lès-Joinville, après avoir traversé six communes.

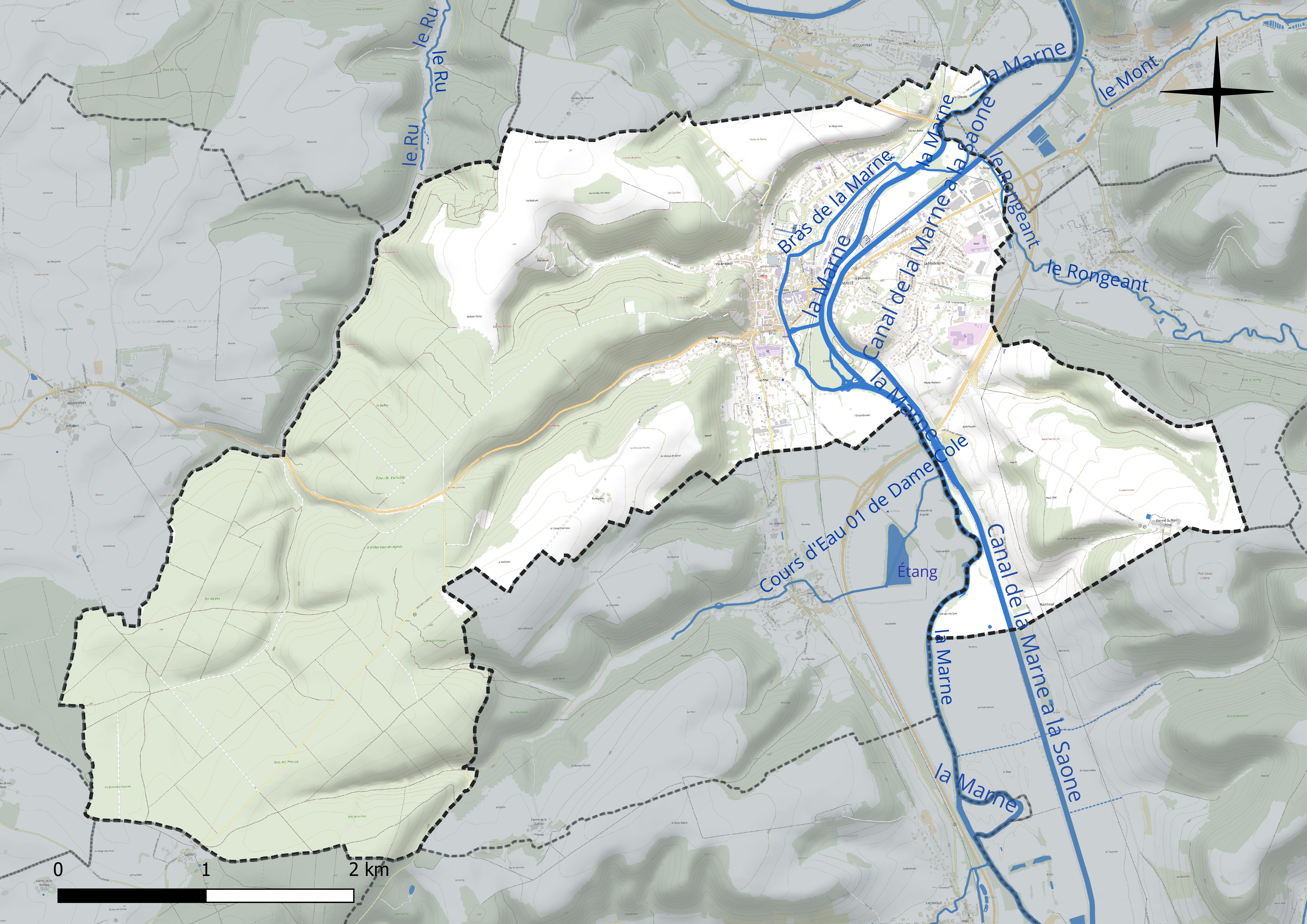
Réseau hydrographique de Joinville.

### Climat
Pour des articles plus généraux, voir Climat du Grand Est et Climat de la Haute-Marne.
En 2010, le climat de la commune est de type climat de montagne, selon une étude du Centre national de la recherche scientifique s'appuyant sur une série de données couvrant la période 1971-2000. En 2020, Météo-France publie une typologie des climats de la France métropolitaine dans laquelle la commune est exposée à un climat océanique altéré et est dans la région climatique Lorraine, plateau de Langres, Morvan, caractérisée par un hiver rude (1,5 °C), des vents modérés et des brouillards fréquents en automne et hiver.
Pour la période 1971-2000, la température annuelle moyenne est de 10,7 °C, avec une amplitude thermique annuelle de 16,2 °C. Le cumul annuel moyen de précipitations est de 976 mm, avec 13,4 jours de précipitations en janvier et 9,5 jours en juillet. Pour la période 1991-2020, la température moyenne annuelle observée sur la station météorologique de Météo-France la plus proche, « Blécourt », sur la commune de Blécourt à 8 km à vol d'oiseau, est de 10,8 °C et le cumul annuel moyen de précipitations est de 879,6 mm. 
La température maximale relevée sur cette station est de 40,2 °C, atteinte le 25 juillet 2019 ; la température minimale est de −18 °C, atteinte le 20 décembre 2009,,.
Les paramètres climatiques de la commune ont été estimés pour le milieu du siècle (2041-2070) selon différents scénarios d'émission de gaz à effet de serre à partir des nouvelles projections climatiques de référence DRIAS-2020. Ils sont consultables sur un site dédié publié par Météo-France en novembre 2022.

## Urbanisme

### Typologie
Au 1er janvier 2024, Joinville est catégorisée bourg rural, selon la nouvelle grille communale de densité à sept niveaux définie par l'Insee en 2022.
Elle appartient à l'unité urbaine de Joinville, une agglomération intra-départementale regroupant cinq  communes, dont elle est ville-centre,,. Par ailleurs la commune fait partie de l'aire d'attraction de Joinville, dont elle est la commune-centre,. Cette aire, qui regroupe 31 communes, est catégorisée dans les aires de moins de 50 000 habitants,.

### Occupation des sols
L'occupation des sols de la commune, telle qu'elle ressort de la base de données européenne d’occupation biophysique des sols Corine Land Cover (CLC), est marquée par l'importance des forêts et milieux semi-naturels (59,2 % en 2018), une proportion sensiblement équivalente à celle de 1990 (60 %). La répartition détaillée en 2018 est la suivante : 
forêts (51,2 %), terres arables (21,5 %), milieux à végétation arbustive et/ou herbacée (7,9 %), zones urbanisées (7,1 %), prairies (6,3 %), zones industrielles ou commerciales et réseaux de communication (4,2 %), espaces verts artificialisés, non agricoles (1,3 %), zones agricoles hétérogènes (0,5 %). L'évolution de l’occupation des sols de la commune et de ses infrastructures peut être observée sur les différentes représentations cartographiques du territoire : la carte de Cassini (XVIIIe siècle), la carte d'état-major (1820-1866) et les cartes ou photos aériennes de l'IGN pour la période actuelle (1950 à aujourd'hui).

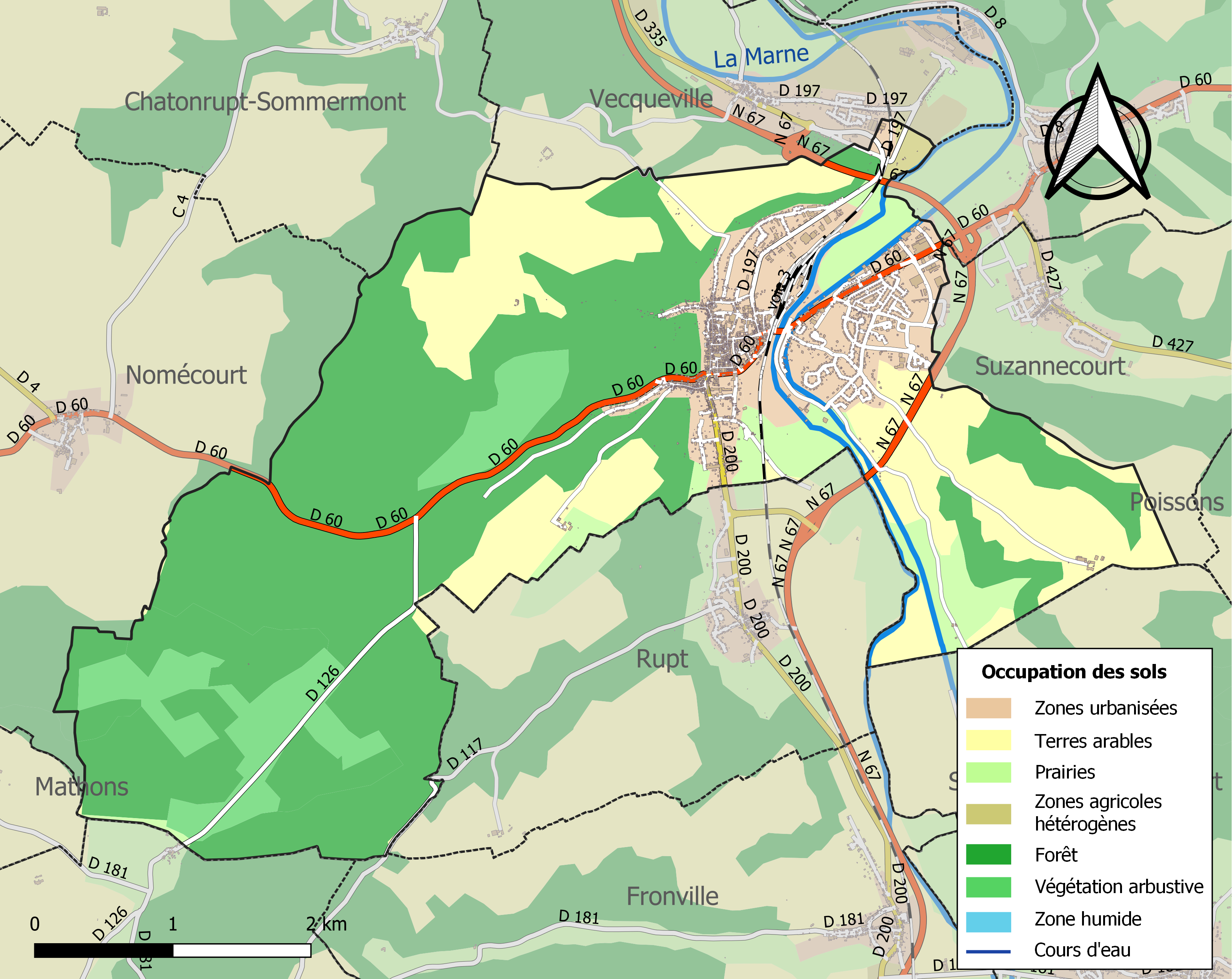
Carte des infrastructures et de l'occupation des sols de la commune en 2018 (CLC).
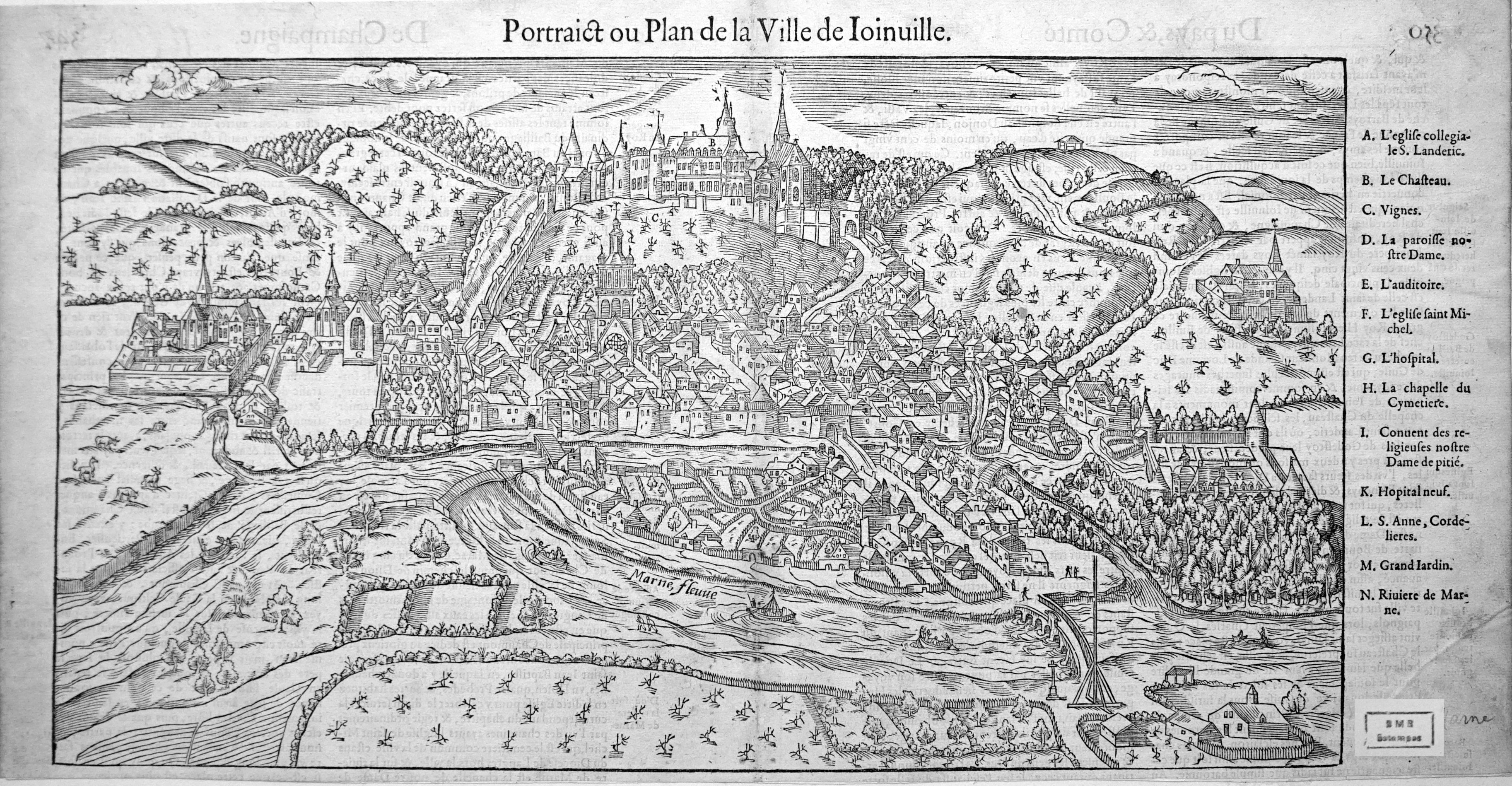
La ville au XVIe siècle.

### Revitalisation du centre-bourg
Cette section est promotionnelle ou publicitaire (novembre 2024). Considérez son contenu avec précaution et/ou discutez-en.
 (novembre 2024).
Longtemps délaissé, le centre historique de Joinville a souffert d'un manque d'entretien et de restauration de son patrimoine civil et monumental pourtant riche (hôtels particuliers, maisons de la Renaissance à la Belle Époque, église médiévale, Auditoire...). Ce phénomène s'est avéré complexe à enrayer car corroboré par une crise économique qui touche le nord de la Haute-Marne depuis les années 1970-1980.
Cependant, depuis les années 2010, la municipalité a lancé un long projet de « reconquête » de son centre historique (restauration du patrimoine bâti public, aides à la mise en valeur du patrimoine privé, rénovation des espaces publics...) dans le but de le rendre à nouveau attractif, à terme, pour les touristes comme pour ses habitants.
C'est l'ensemble de ces actions, détaillées ci-dessous, qui ont permis à Joinville d'être retenue en 2014 par l'État français comme commune bénéficiant d'aides spécifiques pour la revitalisation de son centre-bourg. En parallèle, la ville a pu rejoindre le réseau des Petites cités de caractère pour ces mêmes actions.

#### Aides aux propriétaires privés pour la restauration de leurs biens immobiliers
Afin d'encourager la restauration du patrimoine bâti privé du centre historique plusieurs axes ont été mis en place :
- Campagne de ravalement des façades : aide minimale de 30 % du montant des travaux de remise en état des façades dans le centre ancien[18].
- OPAH RU (Opération Programmée d'Amélioration de l'Habitat - Renouvellement Urbain) : aides aux propriétaires privés (bailleurs ou occupants leur logement) pour la rénovation des logements anciens afin de rendre le parc de logements anciens plus attractif et pour lutter contre la vacance des logements notamment[19].
- Démarches coercitives : dans les cas les plus complexes d'immeubles à l'abandon, la ville a mis en place certaines démarches plus coercitives au travers de différents arrêtés (abandon manifeste, péril, bien vacant et sans maître, insalubrité…) ainsi qu'avec la mise en place d'une O.R.I. (Opération de Restauration immobilière) concernant les immeubles plus dégradés[20].

#### Achat/Rénovation du patrimoine privé à l'abandon
En complément à ces actions, la commune achète les immeubles à l'issue de certaines procédures afin, soit de les restaurer de manière exemplaire (en respectant aussi bien le patrimoine architectural qu'en optimisant les économies d'énergie), soit de trouver des porteurs de projets qui souhaitent mener les travaux.
Ces opérations visent à une mise en valeur du patrimoine architectural délaissé, la création d'une offre de logements de qualité, l’apport de nouveaux habitants en cœur de ville (et donc de nouveaux clients pour les commerces, les services…), ou encore la valorisation des biens immobiliers en cœur de ville.
C'est dans ce but qu'a notamment eu lieu, les 19, 20 et 21 mai 2017, l'opération Osez Joinville qui a permis d'ouvrir simultanément au grand public plus de 50 maisons à vendre et ainsi déclencher des achats immobiliers et des réhabilitations, notamment dans le centre ancien. Cette opération est amenée à se renouveler sous diverses formes afin de poursuivre l'accueil des candidats à la restauration du patrimoine.

#### Mise en valeur des paysages et des cheminements doux
À Joinville, la vallée de la Marne est vallonnée, oscillant entre des prairies en son lit et des côtes couvertes de forêts. La Marne se divise en deux, avec un bief qui arrose la vieille ville. À cela s'ajoute le canal.
Pour découvrir le patrimoine naturel de la commune, des cheminements doux existent et sont progressivement mis en valeur :
- un axe existe afin d'aller du château du Grand Jardin au Parc du Cavé en passant par le pittoresque quai des Peceaux : depuis 2015, le Parc du Cavé et son pigeonnier sont réhabilités et le pont dit Pontcelot est restauré, l'ensemble forme une promenade douce au fil de l'eau, le long du bief
- des cheminements existent afin de découvrir la colline de l'ancien Château d'En-Haut : un parcours plus sportif permet la découverte de panoramas sur toute la vallée de la Marne
- de nombreux Passages de Ville existent dans le tissu urbain de la vieille ville : encore souvent fermés au public, en 2019 celui qui relie la rue des Royaux à la rue du Chenil sera rouvert au public après des travaux importants[22]

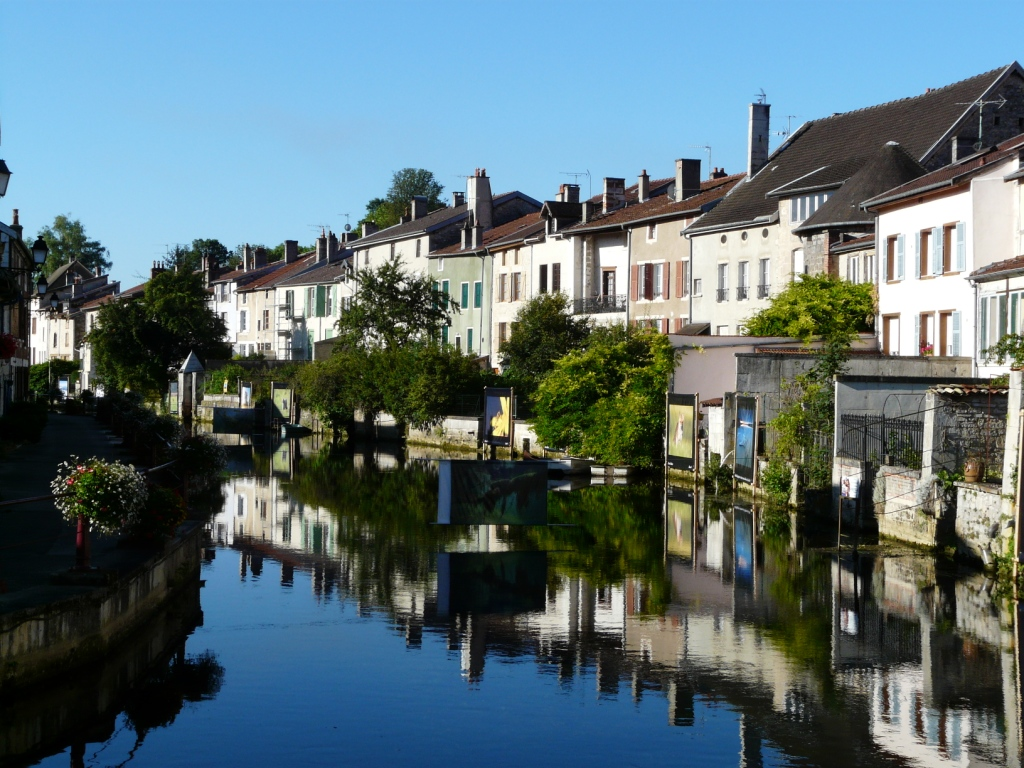
Maisons sur le Bief, face au quai des Peceaux.
Site du Cavé : le pigeonnier sur une île, entre Marne et Bief.
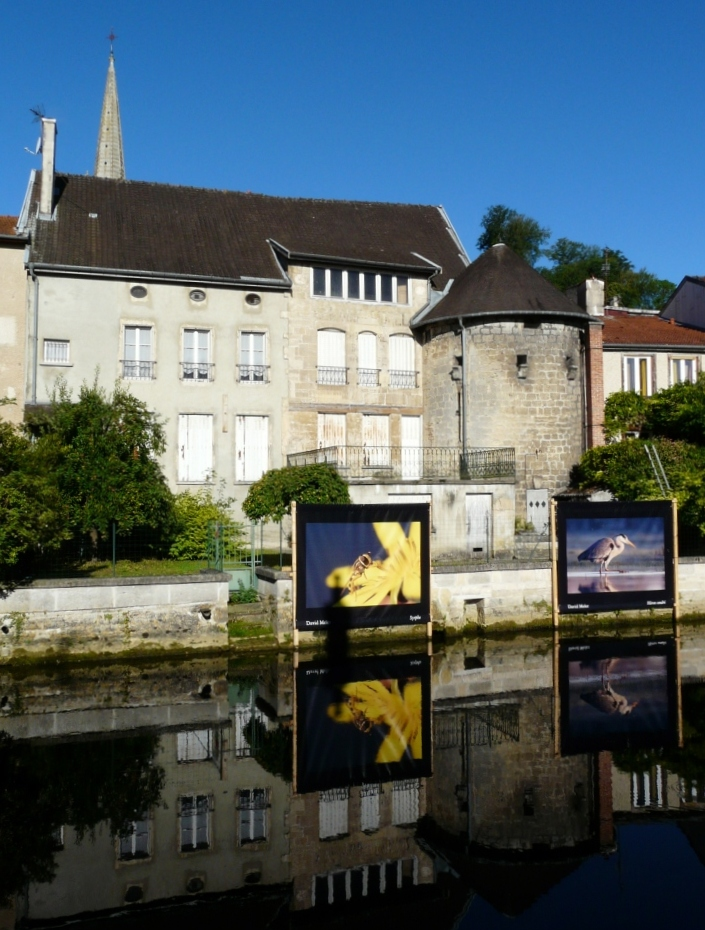
Ancienne tour des remparts donnant sur le Bief.
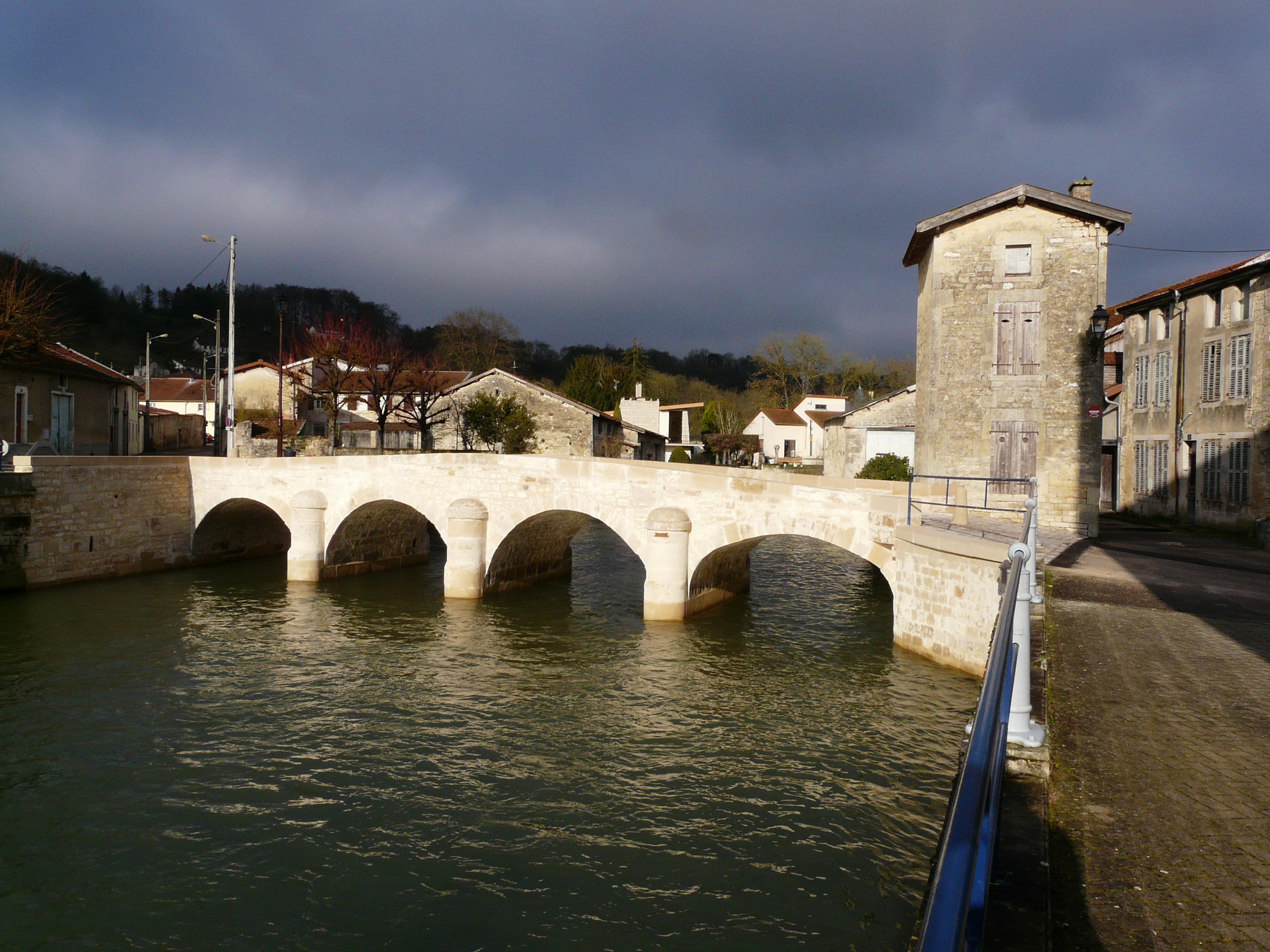
Le Pontcelot, restauré en 2014, il enjambe le Bief.
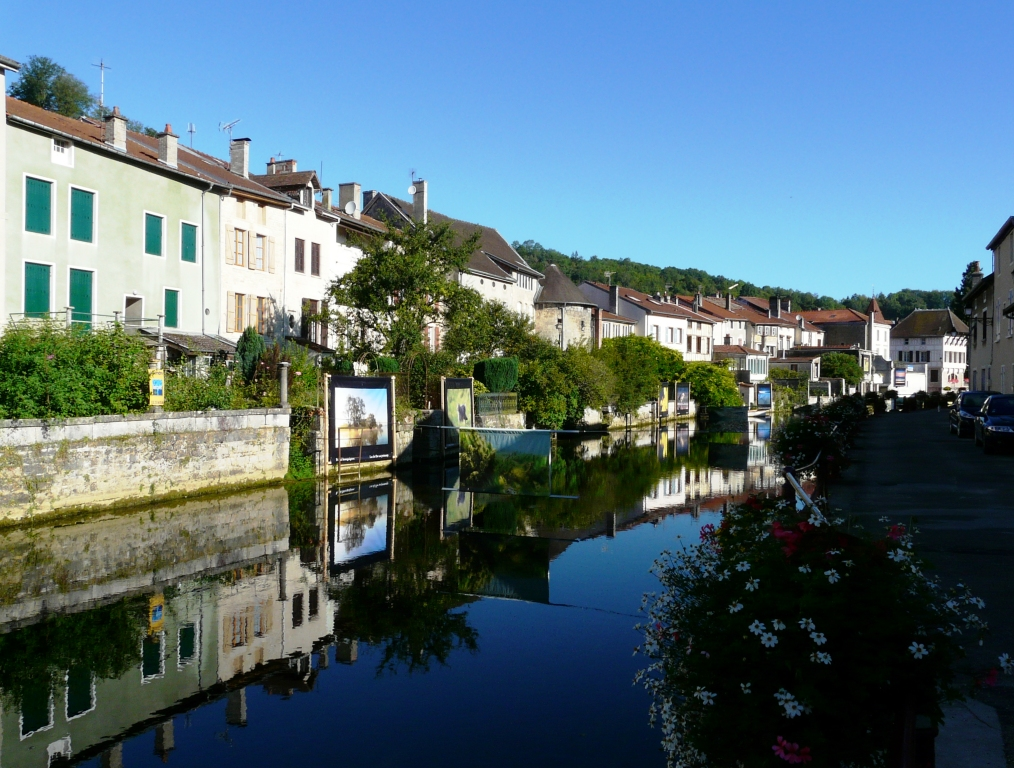
Vue sur le Bief depuis le pont de la République.

#### Restauration et mise en valeur du patrimoine architectural

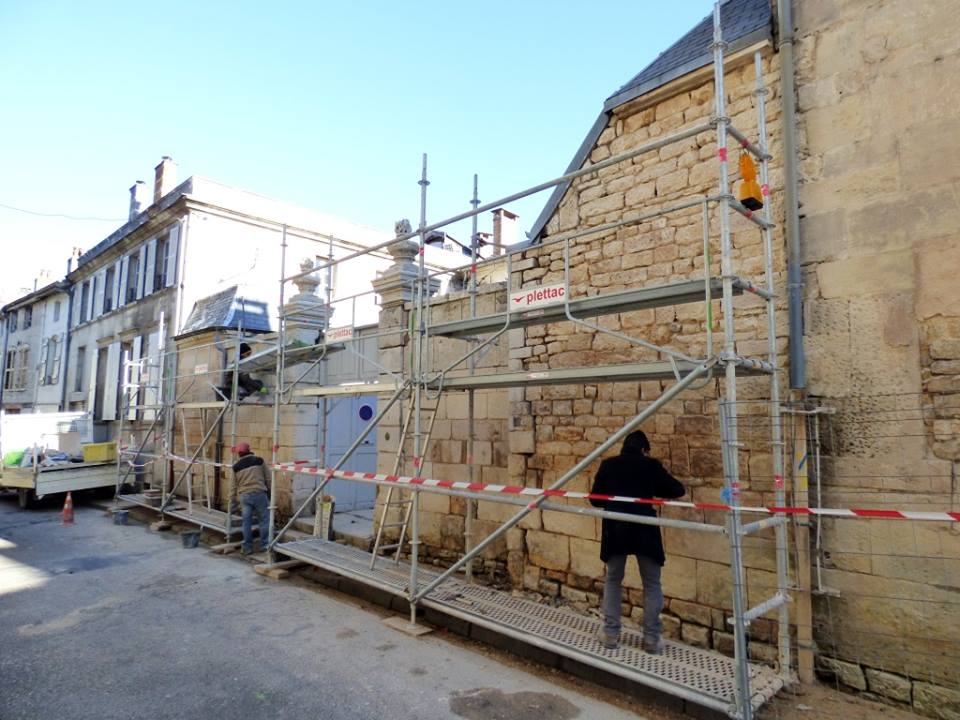
Maison Valdruche : travaux de restauration des façades.

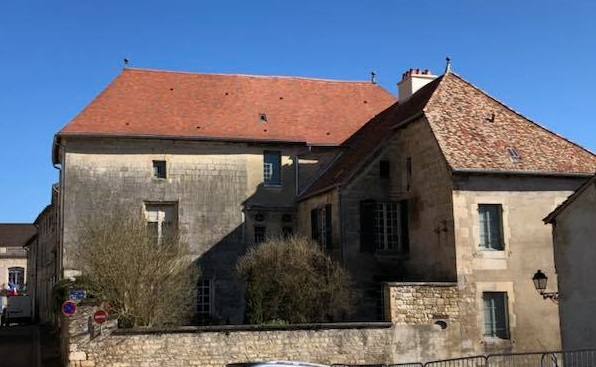
Hôtel Leclerc et ses toitures restaurées.

Concernant le patrimoine architectural public sont notamment opérées :
- la restauration de la Mise au Tombeau (XVIIe siècle) de l'église Notre-Dame en 2012 ;
- la restauration du pont dit Pontcelot (XVIe siècle) en 2014 ;
- la restauration du Pigeonnier du Cavé (XIXe siècle) en 2015 ;
- la restauration de la statue du Christ aux liens (XVIe siècle) de la chapelle Sainte-Anne en 2015 ;
- la restauration du Portail Renaissance (XVIe siècle) de l'église Notre-Dame (2017) ;
- la restauration du lavoir de la Fontaine du Grand Jardin (XVIIIe siècle) en 2018 ;
- la mise en valeur pluriannuelle du site de l'ancien château d'En-Haut (Moyen Âge).

Concernant le patrimoine architectural privé, sont entreprises :
- la restauration pluriannuelle de l'Hôtel Leclerc (14 rue de l'Auditoire - XVIe et XVIIIe siècles) lancée depuis 2015 (toitures terminées en 2018) ;
- la restauration de la Maison Valdruche (18 rue des Royaux - XVIIIe siècle) lancée en 2018 ;
- la réhabilitation progressive de plusieurs demeures de la vieille ville qui sont progressivement achetées et restaurées (8 et 14 rue Saunoise, 12 rue de l'Auditoire...) ;
- la mise en valeur des maisons à pans de bois (lancement d'un premier chantier au 15 rue des Royaux en 2017), opérations en cours ou programmées par ailleurs (4 rue des Marmouzets, 8 rue de la Fontaine...).

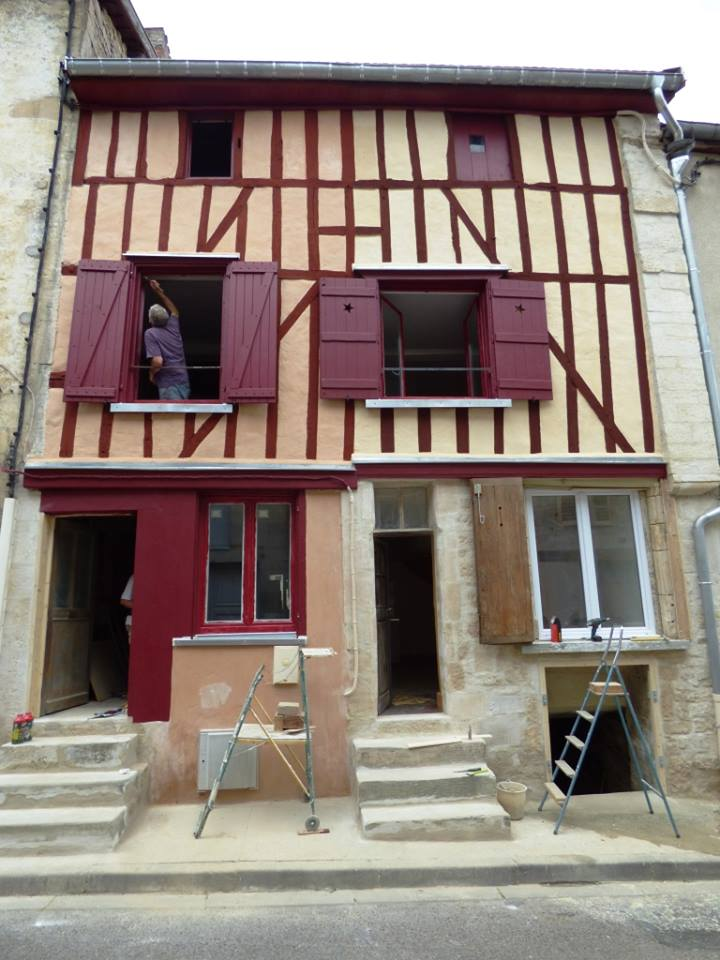
15 rue des Royaux après travaux.
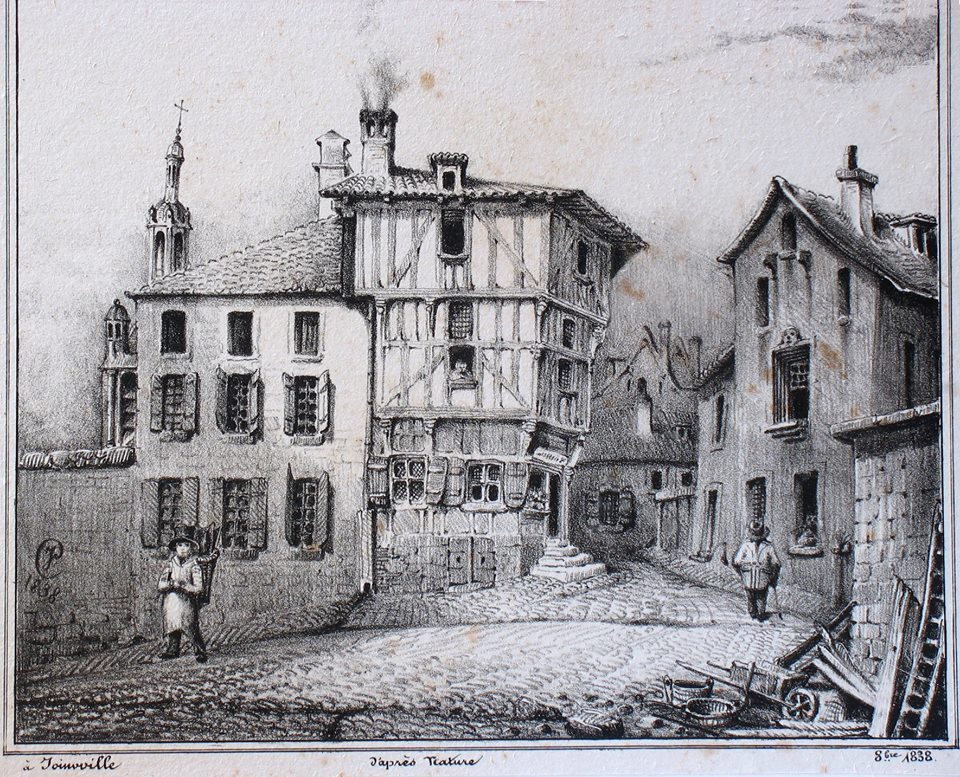
26 rue des Marmouzets : état au début du XIXe siècle, avant pose de l'enduit.
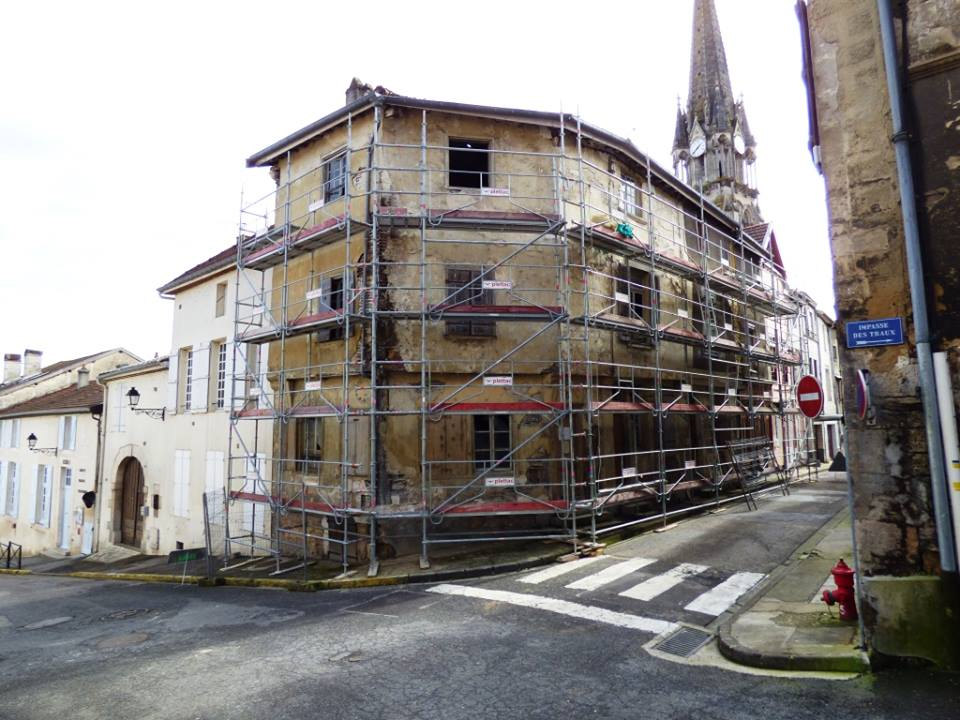
26 rue des Marmouzets : état début 2018, avant retrait de l'enduit ajouté au XIXe siècle.
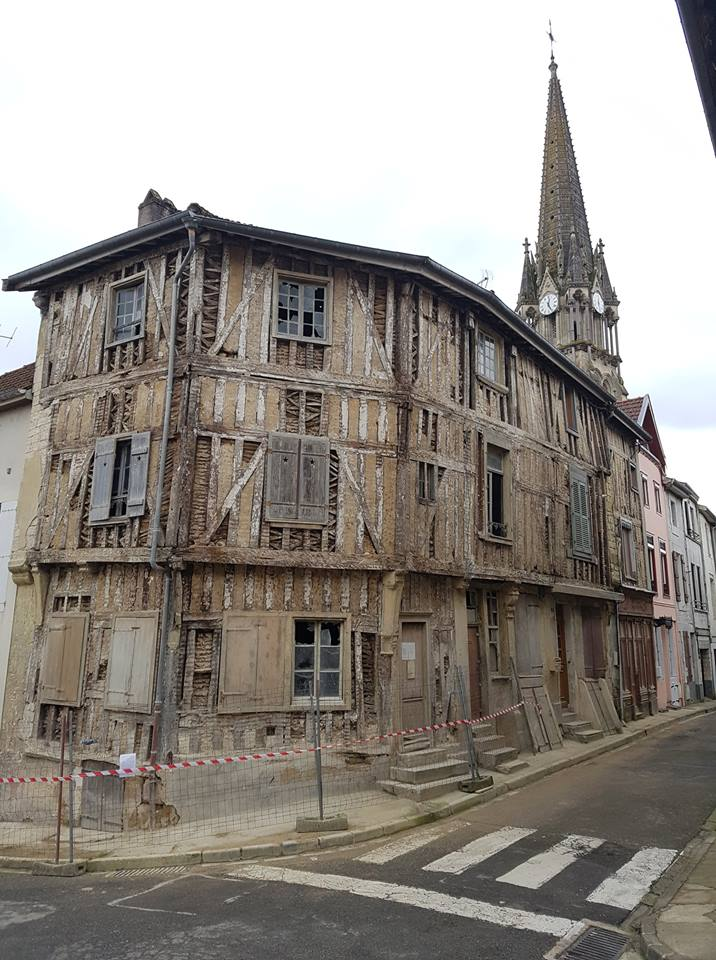
26 rue des Marmouzets : état mi 2018, après retrait de l'enduit du XIXe siècle.

En complément, afin de protéger l'ensemble du tissu bâti ancien et de l'accompagner vers une restauration plus respectueuse, la ville a mis en place une Aire de mise en Valeur de l'Architecture et du Patrimoine (AVAP) qui est opérationnelle depuis 2016. Si son objectif est de contribuer à une meilleure protection du patrimoine architectural et paysager en incitant à des restaurations de qualité des immeubles, elle permet aussi aux propriétaires de défiscaliser une partie du coût des travaux de restauration. L'ensemble du centre ancien, ses faubourgs, les jardins et axes de pénétration de la ville ancienne sont concernés par cette protection du patrimoine architectural et paysager.
L'AVAP est aujourd'hui complétée par un inventaire intérieur (lambris, cheminées, parquets, décors, caves, charpentes...) des immeubles du centre historique afin d'en dégager une meilleure connaissance tout en programmant la mise en place d'un Plan de Sauvegarde et de Mise en Valeur du patrimoine (PSMV) qui permettra la protection la plus optimale d'un patrimoine civil qui s'avère plus préservé que supposément au début de l'élaboration de l'AVAP.
Enfin, depuis 2015, la ville bénéficie du label Petite Cité de caractère ce qui lui permet d'être identifiée comme une cité à fort potentiel patrimonial dont la mise en valeur est active.

### Requalification des Quartiers dits Neufs
Accompagnant la reconquête du centre historique, la requalification des Quartiers Neufs doit permettre à Joinville, de bénéficier d'une rénovation globale de son offre d'habitat et d'équipements publics.
Cela passe par la rénovation du parc de logements publics, la reprise ou la reconstruction des équipements structurants et la possibilité de nouvelles constructions répondant aux critères écologiques du XXIe siècle.

#### Plan global de rénovation
Les quartiers d'habitat social public du Champ de Tir, de la Genevroye et de la Madeleine bénéficient, depuis 2014, d'un vaste plan de rénovation des logements, des immeubles et des espaces publics. Allant jusqu'à la reconfiguration importante de certains quartiers (Champ de Tir notamment), ce programme était attendu, le parc de logements étant vieillissant et sans travaux significatifs depuis plus sa construction pour certains immeubles et les logements rénovés étant au niveau Bâtiment Basse Consommation (BBC) en terme énergétique.
Alors que la ville a inauguré l'Espace Vall'Âge (centre socio-culturel, lieu de vie et d'activités pour les Joinvillois) en 2013, de nombreux projets vont voir le jour à l'horizon 2020. Il s'agit notamment de la reconstruction du collège, de la construction d'un nouveau groupe scolaire ainsi que la remise à niveau générale des équipements sportifs du plateau du Champ de Tir.
À noter également l'implantation, depuis 2015, de la nouvelle gendarmerie sur la zone du Rongeant toute proche.

### Voies de communication et transports
La ville et son environnement immédiat sont structurés essentiellement par de grands axes nord/sud qui suivent la vallée de la Marne :

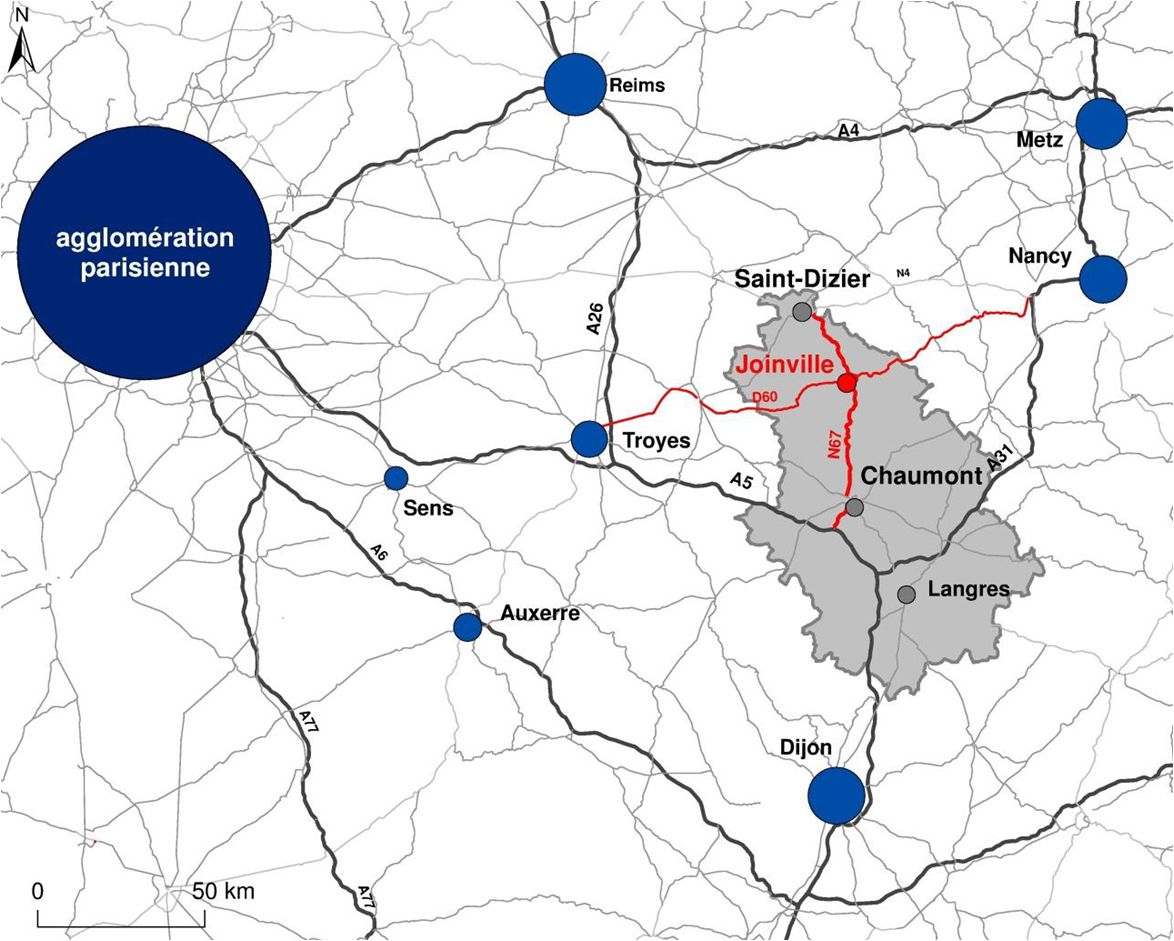
Joinville : carte de situation.

- La route nationale no 67 (ou N 67) qui relie Saint-Dizier au nord (mais aussi Châlons-en-Champagne, Reims et Paris) à Chaumont au sud (direction Dijon, Besançon et Lyon) : déviée du centre de Joinville, la nationale compte trois sorties pour desservir Joinville. C'est l'une des raisons qui justifie que la ville ait obtenu le label Village étape en 2014, afin de capter une partie des automobilistes en direction des commerces et services de Joinville.
- La ligne de chemin de fer reliant Saint-Dizier à Chaumont qui s'arrête en gare de Joinville et qui permet des correspondances pour Paris, Dijon ou Lyon.
- Le canal Entre Champagne et Bourgogne qui permet de regagner lui aussi Saint-Dizier et Vitry-le-François au nord et Chaumont ou Langres au sud. Lieu propice aux loisirs, même s'il permet le transport des marchandises, le canal conforte actuellement sa vocation de tourisme entre les plaisanciers, les cyclistes et marcheurs.

On compte également un axe secondaire mais structurant : l'axe est-ouest constitué par la route départementale no 60 (D 60). Ancienne voie royale puis nationale reliant Orléans à Nancy via Troyes et Joinville, elle reste un axe automobile important pour rejoindre Nancy ou Troyes.
Au sein de Joinville, à noter que même si la taille de la commune ne permet pas le développement d'un transport urbain régulier et cadencé, la ville a mis en place un bus à destination du troisième âge qui circule sur l'ensemble des quartiers.

## Toponymie
Le nom de la localité est attesté sous les formes Novum Castellum (1050-1080), ; Junvilla (vers 1088) ; Jovisvilla (1089) ; Jovivilla (1157) ; Jonvilla (vers 1172) ; Jonivilla (1190) ; Gienville (1239) ; Joenville (1250) ; Jainville (1255) ; Joiville (1260) ; Jenville (1261) ; Joinville (1261) ; Junvile (1263) ; Jeinville (1268) ; Joanville (1270) ; Joingrile (1273) ; Geinville (1275) ; Janville (1277) ; Genville (1286) ; Joinville suz Marne (1308) ; Jonville (1343) ; Jainville sus Marne (1438) ; Joinville-sur-Marne (1470) ; Joynville (1576).

« La place qu’occupe le catalogue des propositions pourra parfois surprendre. C’est le cas pour Joinville, une localité qui doit sa notoriété au fait d’avoir été la ville du compagnon de voyage et historiographe de Saint-Louis. Le problème de l’origine du nom Joinville a souvent été abordé. On a fait appel aux dieux, Janus, Jupiter, à Junon même, à l’empereur romain, Jovin, à un seigneur, Jean, à un autre, comte de Joigny, à un ou une propriétaire, Godi, June, Junco, Juni, Juvinus, Gauda, au mot celtique supposé *gaun, le « marais », au mot latin junc, le « roseau ». À tort ou à raison, nous avons jugé bon de fournir au lecteur l'ensemble de ces informations ».

## Histoire

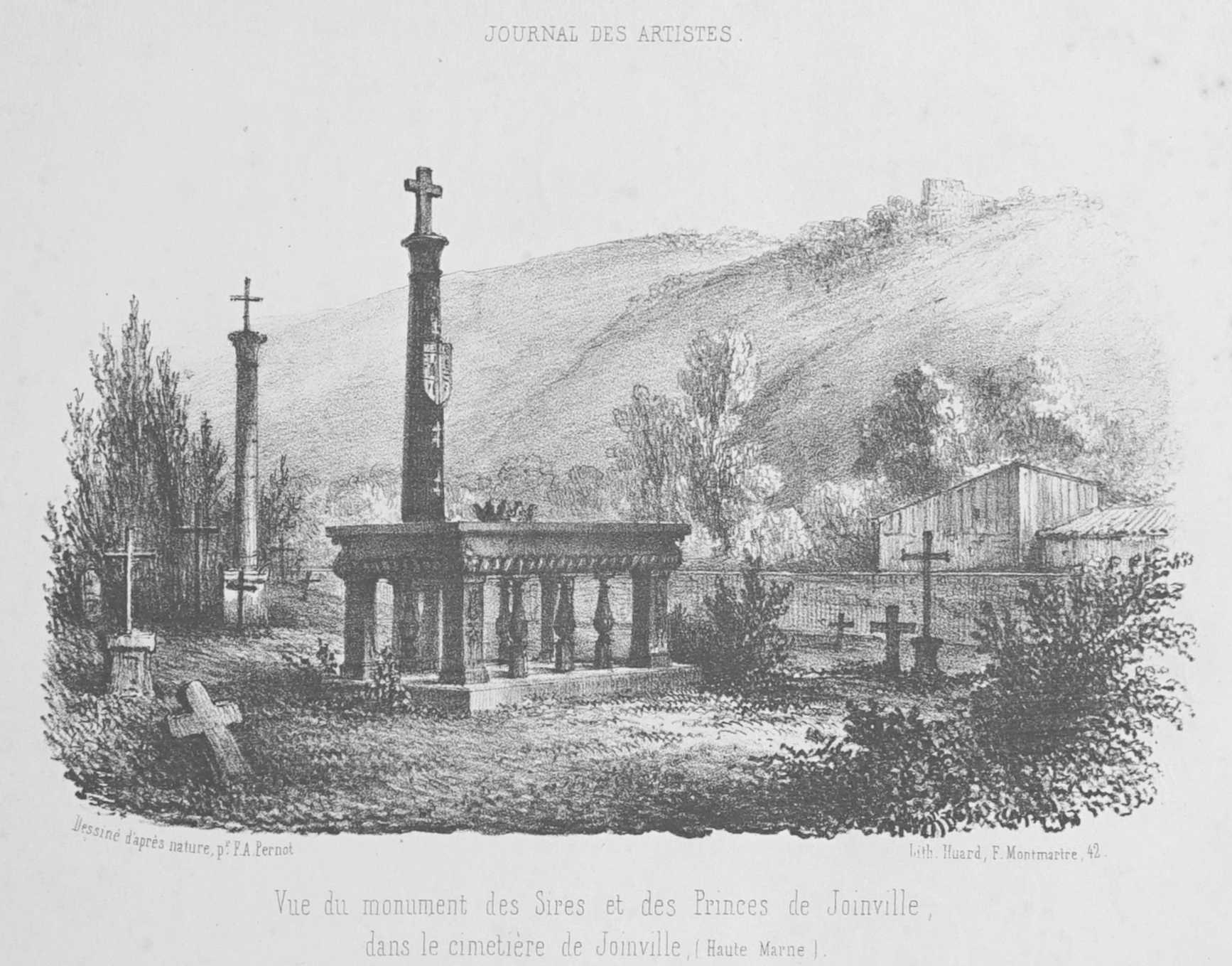
Tombe des princes de Joinville, dessin de Pernot.

### Antiquité
La fondation de Joinville remonte, selon la tradition historiographique locale, au général gallo-romain Jovin qui, en 354, y aurait élevé un fort en bois et des remparts pour contenir les Alamans,.

### Moyen-Âge
Le fief de Joinville a son existence attestée depuis le IXe siècle.
Le château de Joinville a été bâti en 1027 par Étienne de Vaux, premier baron de Joinville. Parmi les descendants directs d'Étienne de Vaux, Geoffroy III fonde en 1163 l’église collégiale Saint-Laurent où Jean de Joinville sera le premier sire de Joinville à être inhumé. La famille Vaux-Joinville donne deux évêques à l’église : celui de Châlons meurt en croisade, et celui de Langres, qui deviendra archevêque de Reims et sacrera Louis VIII, roi de France.
Geoffroy IV meurt en Terre sainte (1197).

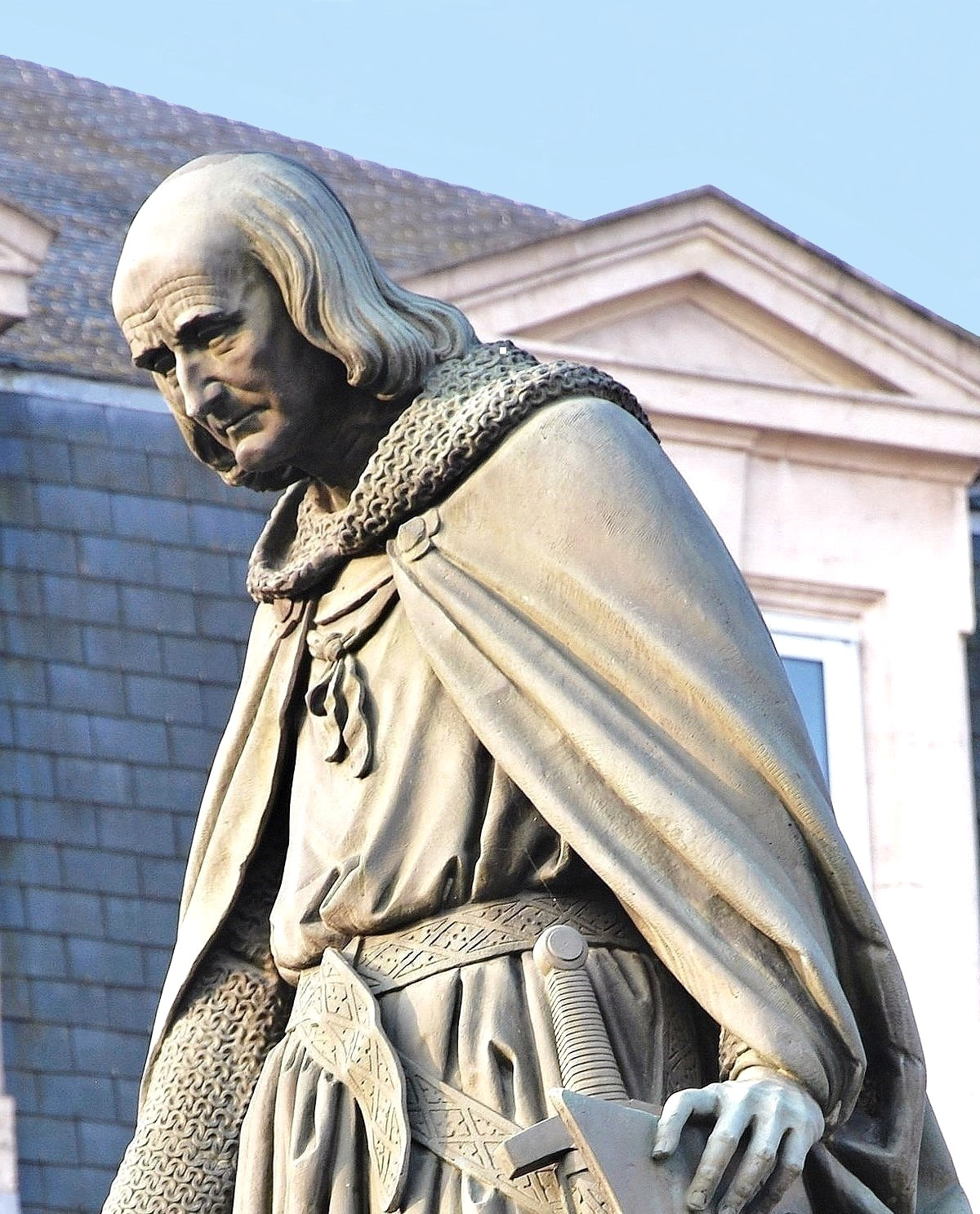
Statue de Jean de Joinville

Geoffroy V se bat en Palestine en 1199 aux côtés du roi d’Angleterre Richard Cœur de Lion, qui, à la vue de son courage, l’autorise à porter la moitié de ses armes. Son écu écartelé Vaux-Joinville et Angleterre sont les armoiries de la ville de Joinville aujourd’hui. Ce sont également celles du Pays de Gex, Léonette dame de Gex ayant épousé un seigneur de Joinville (en 1178); on les trouve par conséquent dans les armoiries du département de l'Ain.
Jean de Joinville, mort en 1317, participa à la septième croisade et fut le biographe de Saint Louis.
La ville obtient des chartes communales en 1258 et 1524.
Joinville passe à la maison de Lorraine au XIVe siècle (1386). La dernière descendante d’Étienne de Vaux épouse en effet Ferry, deuxième fils de Jean Ier, duc de Lorraine.

### Pendant la Renaissance

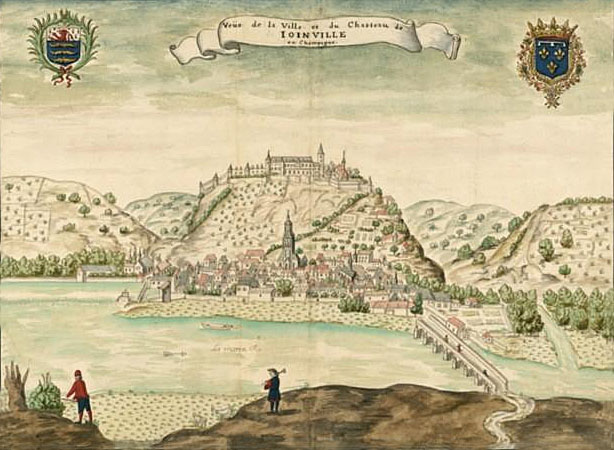
La ville et le château d'En-Haut au XVII.

En 1544, Charles Quint assiège Joinville et la livre aux flammes ainsi que beaucoup de villages dans ses environs. Elle est rebâtie peu après par les soins de Claude de Lorraine et érigée en principauté en 1551 par Henri II, en faveur des ducs de Guise.
En 1584, le duc de Guise Henri de Lorraine, dit "le Balafré", prince de Joinville, signe le traité de Joinville avec les ambassadeurs de Philippe II.
En août 1587, pendant l'invasion des reîtres du duc de Bouillon, une "peste" ravage la ville.
Jusqu'au XVIIIe siècle, le château joue un rôle militaire indéniable face à la frontière de Lorraine qui dépend du Saint-Empire romain germanique, ce qui justifie la devise ajoutée aux armes de la ville : Omnia tuta time (Quand tout paraît calme, reste vigilant).
Après avoir été transmise de la famille Vaux-Joinville à celle des Guise-Lorraine, elle retombe aux Orléans par héritage : Philippe duc d’Orléans, frère de Louis XIV, devient prince de Joinville en 1693.
À la Révolution, en 1790, Philippe-Égalité, duc d'Orléans et prince de Joinville, met en vente les bâtiments du grand château de Joinville, à charge pour les acheteurs de le démolir,.

## Politique et administration
Joinville est le siège de la Communauté de communes du Bassin de Joinville en Champagne.

### Tendances politiques et résultats
Lors du 2e tour de la présidentielle à Joinville, Emmanuel Macron (En Marche!) est en tête du scrutin, crédité de 54,93 % des suffrages. Il devance Marine Le Pen (Front national) qui récolte 45,07 % des voix.
Sur l'ensemble des votants, 4,71 % ont voté blanc et 2,76 % ont voté nul.

### Liste des maires
| Période                                  | Période      | Identité                 | Étiquette   | Qualité                                                                                  |
| ---------------------------------------- | ------------ | ------------------------ | ----------- | ---------------------------------------------------------------------------------------- |
| 1790                                     | 1792         | Bernard Laurent          |             |                                                                                          |
| 1792                                     | 1794         | François Petitjean       |             |                                                                                          |
| 1794                                     | 1795         | Joseph Marie Denayer     |             |                                                                                          |
| 1795                                     | 1798         | Jacques Paillette        |             |                                                                                          |
| 1798                                     | 1800         | Pierre Boulland          |             |                                                                                          |
| 1800                                     | 1815         | Louis Royer              |             |                                                                                          |
| 1815                                     | 1815         | Auguste Cornet           |             |                                                                                          |
| 1815                                     | 1823         | Louis Royer              |             |                                                                                          |
| 1824                                     | 1847         | Georges Haste-Rocquemont |             | Propriétaire Conseiller général (1833-1848)                                              |
| 1848                                     | 1848         | François Perin           |             |                                                                                          |
| 1848                                     | 1851         | Antoine Hancenot         |             |                                                                                          |
| 1852                                     | 1860         | François Tanret          |             |                                                                                          |
| 1860                                     | 1870         | Nicolas Ragon            |             |                                                                                          |
| 1870                                     | 1874         | François Hervotte        |             |                                                                                          |
| 1874                                     | 1876         | Georges Gillet           |             |                                                                                          |
| 1876                                     | 1888         | François Hervotte        |             |                                                                                          |
| 1888                                     | 1893         | Charles Noel             |             |                                                                                          |
| 1893                                     | 1894         | Jules Royer              |             |                                                                                          |
| 1894                                     | 1908         | Pierre Cheronnet         |             |                                                                                          |
| 1908                                     | 1929         | Émile Humblot            | Rad.        | Peintre et graveur Conseiller général (1919-1931) Sénateur de la Haute-Marne (1920-1931) |
| 1929                                     | 1944         | Louis Sylvestre          |             |                                                                                          |
| 1944                                     | 1958         | Albert Gigoux            |             |                                                                                          |
| 1958                                     | 1971         | Raymond Hanin            | RPF puis RI | Négociant Conseiller général (1951-1988) Député de la Haute-Marne (1958-1962)            |
| mars 1971                                | mars 2001    | Jacques Lemoine          | DVD         | Notaire                                                                                  |
| mars 2001                                | janvier 2006 | Daniel Jacomme           | DVD         | Démissionnaire                                                                           |
| janvier 2006                             | En cours     | Bertrand Ollivier        | DVD         | Chef d'entreprise Conseiller général (2008-2015) Conseiller départemental (depuis 2015)  |
| Les données manquantes sont à compléter. |              |                          |             |                                                                                          |

### Jumelages
Ville jumelée avec :
- Sprendlingen (Allemagne) depuis 1974 ;
- Buckingham (Royaume-Uni) depuis 1974.

## Population et société

### Démographie
L'évolution du nombre d'habitants est connue à travers les recensements de la population effectués dans la commune depuis 1793. Pour les communes de moins de 10 000 habitants, une enquête de recensement portant sur toute la population est réalisée tous les cinq ans, les populations de référence des années intermédiaires étant quant à elles estimées par interpolation ou extrapolation. Pour la commune, le premier recensement exhaustif entrant dans le cadre du nouveau dispositif a été réalisé en 2007.

En 2022, la commune comptait 2 944 habitants, en évolution de −7,33 % par rapport à 2016 (Haute-Marne : −4,62 %, France hors Mayotte : +2,11 %).
| 1793  | 1800  | 1806  | 1821  | 1831  | 1836  | 1841  | 1846  | 1851  |
| ----- | ----- | ----- | ----- | ----- | ----- | ----- | ----- | ----- |
| 3 160 | 3 086 | 2 989 | 2 857 | 3 061 | 3 137 | 3 196 | 3 318 | 3 505 |

| 1856  | 1861  | 1866  | 1872  | 1876  | 1881  | 1886  | 1891  | 1896  |
| ----- | ----- | ----- | ----- | ----- | ----- | ----- | ----- | ----- |
| 3 460 | 3 390 | 3 805 | 3 811 | 3 904 | 3 909 | 4 129 | 4 478 | 3 814 |

| 1901  | 1906  | 1911  | 1921  | 1926  | 1931  | 1936  | 1946  | 1954  |
| ----- | ----- | ----- | ----- | ----- | ----- | ----- | ----- | ----- |
| 3 942 | 3 680 | 3 825 | 3 692 | 3 808 | 3 662 | 3 698 | 3 429 | 3 543 |

| 1962  | 1968  | 1975  | 1982  | 1990  | 1999  | 2006  | 2007  | 2012  |
| ----- | ----- | ----- | ----- | ----- | ----- | ----- | ----- | ----- |
| 4 015 | 4 565 | 4 774 | 4 804 | 4 755 | 4 380 | 3 886 | 3 809 | 3 486 |

| 2017  | 2022  | - | - | - | - | - | - | - |
| ----- | ----- | - | - | - | - | - | - | - |
| 3 069 | 2 944 | - | - | - | - | - | - | - |

### Santé

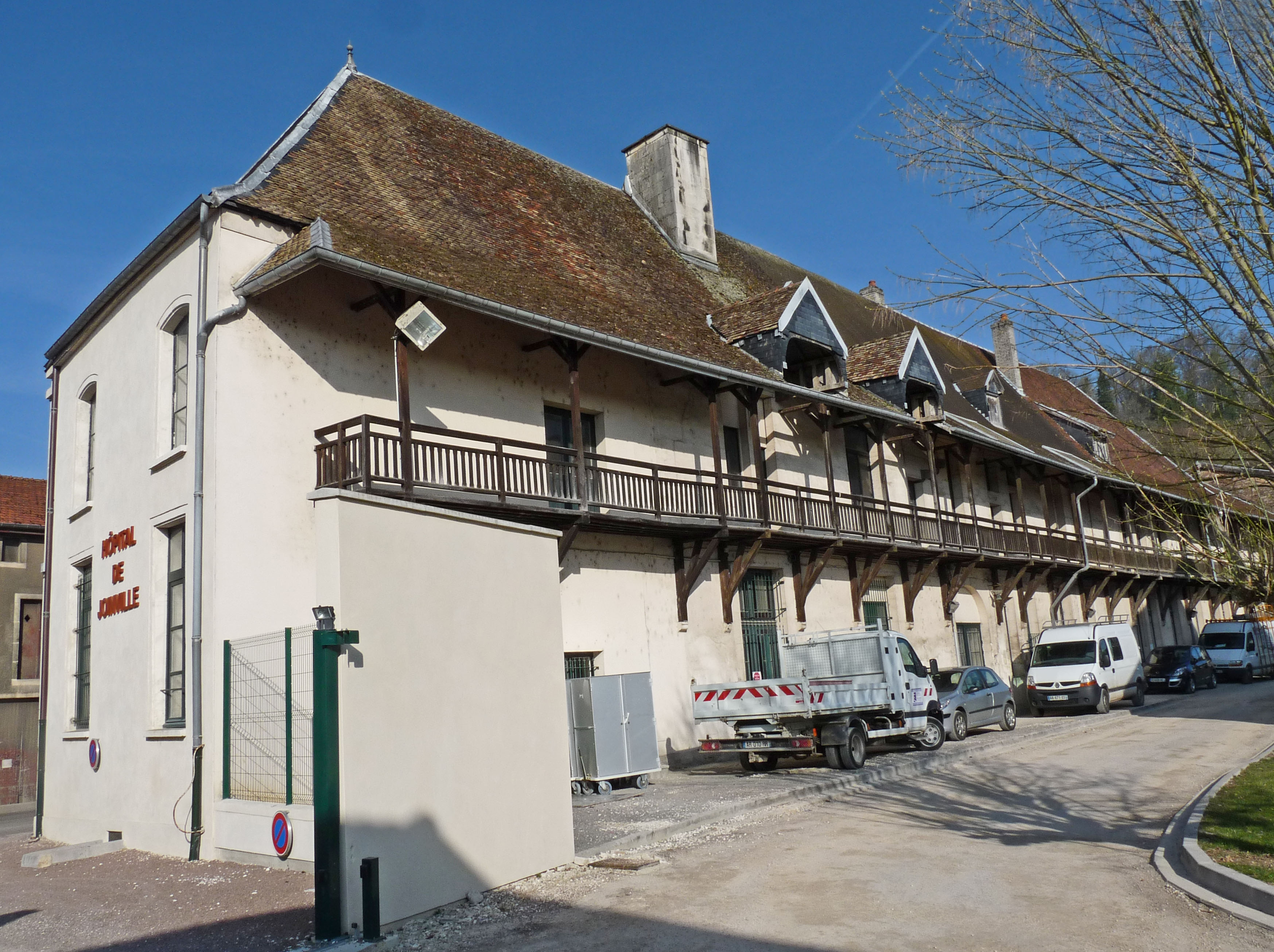
Hôpital de Joinville.

Ville centre d'un bassin de vie d'un peu plus de 20 000 habitants, Joinville offre divers services de santé.
On compte notamment un hôpital autonome situé au centre de la ville. Celui-ci est orienté vers le troisième âge et les personnes en perte d'autonomie mais offre aussi des lits pour les premiers soins généraux. À noter qu'il se situe sur la même emprise depuis plusieurs siècles et qu'il a été entièrement rénové récemment. Curiosité, le bâtiment le plus ancien cache une apothicairerie riche de faïences des XVIIIe et XIXe siècles qui se visite sur demande (contacter l'Office de Tourisme Intercommunal).
La ville compte aussi plusieurs médecins, dentistes et autres professions médicales ainsi que quatre pharmacies.
L'ouverture d'une maison médicale en centre-ville, à côté de l'hôpital, est prévue en 2019.

### Enseignement

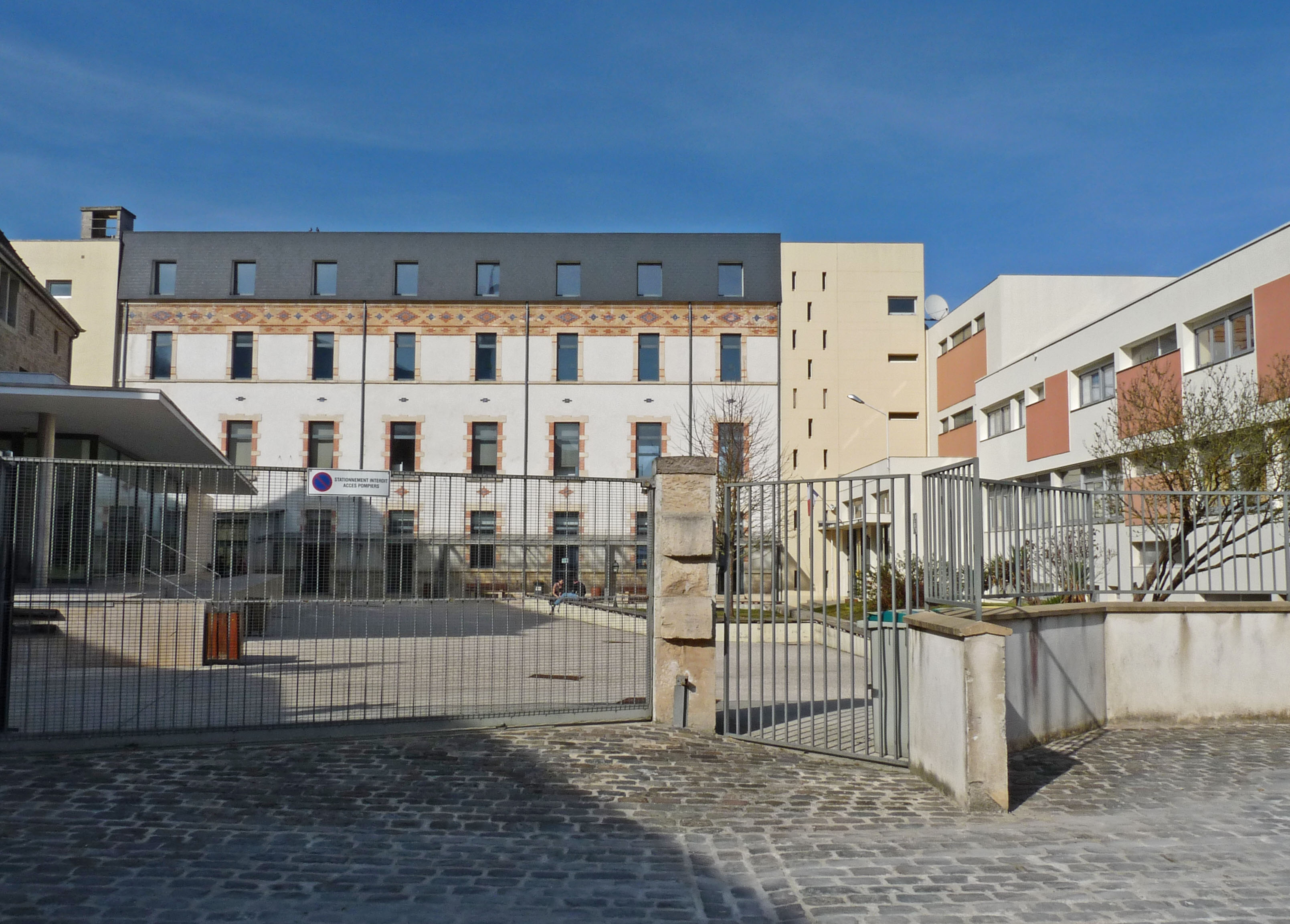
Le lycée Philippe-Lebon.

Globalement Joinville a une offre scolaire qui s'étale de la maternelle au lycée.
Les écoles primaires et maternelles sont réparties entre le centre-ville (école maternelle des Chanoines et école primaire Jean-Sire-de-Joinville) et les quartiers dits neufs (école maternelle et élémentaire Diderot).
Le collège d'enseignement secondaire Joseph-Cressot est situé dans les quartiers dit neufs. Constitué de bâtiments des années 1970 aujourd'hui vétustes, il doit faire l'objet d'une reconstruction à l'horizon 2020.
Le lycée général et technique Philippe-Lebon offre l'ensemble des filières générales ainsi que certaines filières techniques. Situé en cœur de ville et en bordure du bief, il a été entièrement rénové il y a quelques années.
La ville compte également une école de musique située au centre-ville.

### Médias
Joinville dispose de la couverture médiatique de Puissance Télévision, chaîne de télévision locale basée à Saint-Dizier.

### Événements sportifs
Joinville est associée aux passages du Tour de France cycliste :
- en 2003, Joinville est la ville étape d'où part la quatrième étape du Tour de France ;
- le Tour de France traverse Joinville en 2005.

En 2011, Joinville accueille les Championnats de France d'escrime handisport.

## Économie
La Société métallurgique haut-marnaise, créée à Joinville en 1856, continue ses activités sous la houlette du groupe danois AVK, qui l'a rachetée en 1999. Elle produit des produits en fonte de protection incendie (poteaux et bouches incendie).

## Culture locale et patrimoine

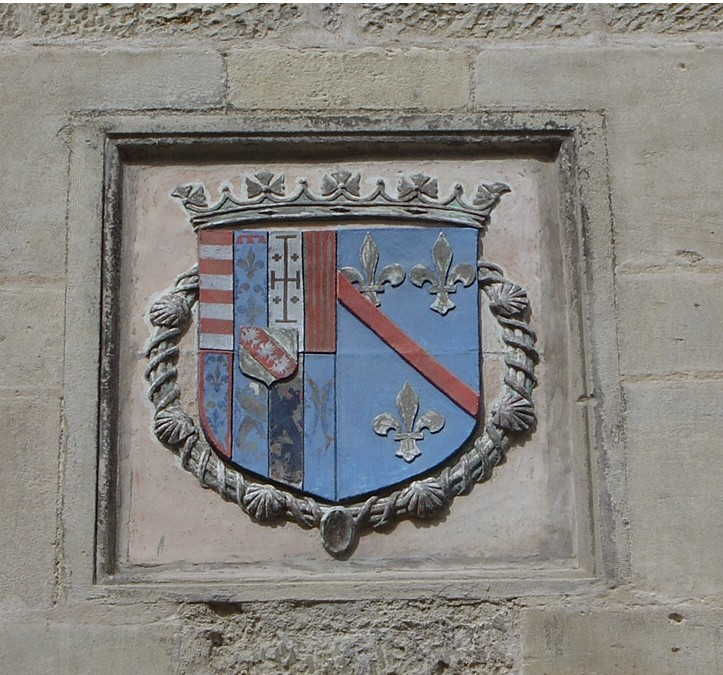
Les armes sur la façade de l'auditoire sont celles des Guise (juste après les Lorraine). Au flanc dextre en haut les 4 royaumes : Hongrie, Deux-Siciles, Jérusalem et Aragon, soutenus par 4 duchés : Anjou, Gueldre, Juliers et Bar, Lorraine simple brochant sur le tout. Sur le flanc senestre les armes des Bourbon-Vendôme.

### Lieux et monuments
Joinville possède à la fois un patrimoine monumental et pittoresque, fait d'édifices d'exception et de maisons serrées sur des ruelles mélangeant patrimoine religieux et civil.
C'est pour cela que 7 sites sont protégés par 8 arrêtés de protection au titre des Monuments Historiques (6 inscrits et 2 classés). C'est aussi dans cet objectif que la ville a mis en place une Aire de mise en Valeur de l'Architecture et du Patrimoine (AVAP) pour protéger de manière plus large le paysage urbain et son environnement. Enfin, c'est dans ce but que la Ville est, depuis 2015, homologuée Petite Cité de Caractère.

#### Château du Grand Jardin (XVIesiècle)
Monument classé pour le château en 1925 et inscrit pour le jardin en 1991.
Entre 1533 et 1546, Claude de Lorraine, premier duc de Guise, construit le « château du Grand Jardin », grand pavillon dédié aux fêtes, un des fleurons de l'architecture de la Renaissance.
Le site, en friche et en ruine au début des années 1980 a été racheté par le conseil général de la Haute-Marne.
Le bâtiment a pu être ainsi restauré et le grand parc créé au XIXe siècle a retrouvé pour partie son aspect d'origine. Ce jardin remarquable, superbement restauré, est considéré comme le troisième grand jardin historique français de la Renaissance avec Villandry (Indre-et-Loire) et Chamerolles, situé sur la commune de Chilleurs-aux-Bois dans le Loiret.
Il est composé en partie d'une reconstitution d'un jardin Renaissance, comprenant des parterres fleuris, des carrés bouquetiers (fleurs pour les bouquets d'autels) et des carrés de plantes aromatiques et médicinales. Une importante collection d'arbres fruitiers taillés en espalier et en plein-vent agrémente cette partie du jardin.
Le jardin Renaissance laisse progressivement place à un jardin à l'anglaise, sous forme d'arboretum, qui présente différentes essences d'arbres plus ou moins rares.
« Le plus beau et le plus accompli qu'on pourrait souhaiter…soit pour le comptant d'arbres fruitiers…soit pour la beauté du parterre… » a écrit Rémy Belleau, poète de la Pléiade, à propos du Grand Jardin.
Le site a retrouvé sa vocation première en redevenant un lieu de culture : on y présente ainsi des concerts de musique classique, des expositions d'art contemporain, des colloques à vocation culturelle. Le château du Grand Jardin est devenu membre du réseau européen des Centres culturels de rencontre dans les monuments historiques.

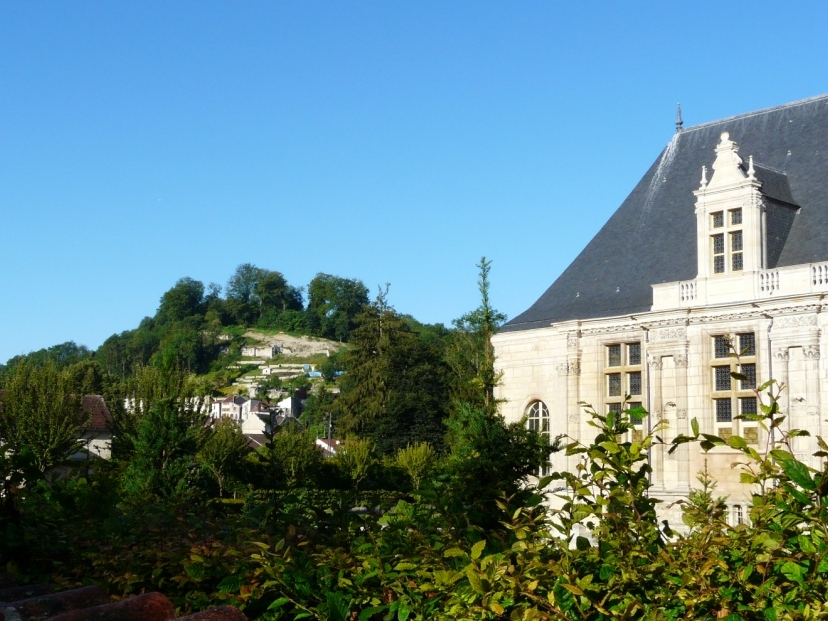
Château du Grand Jardin - Vue sur l'ancien château d'En-Haut.
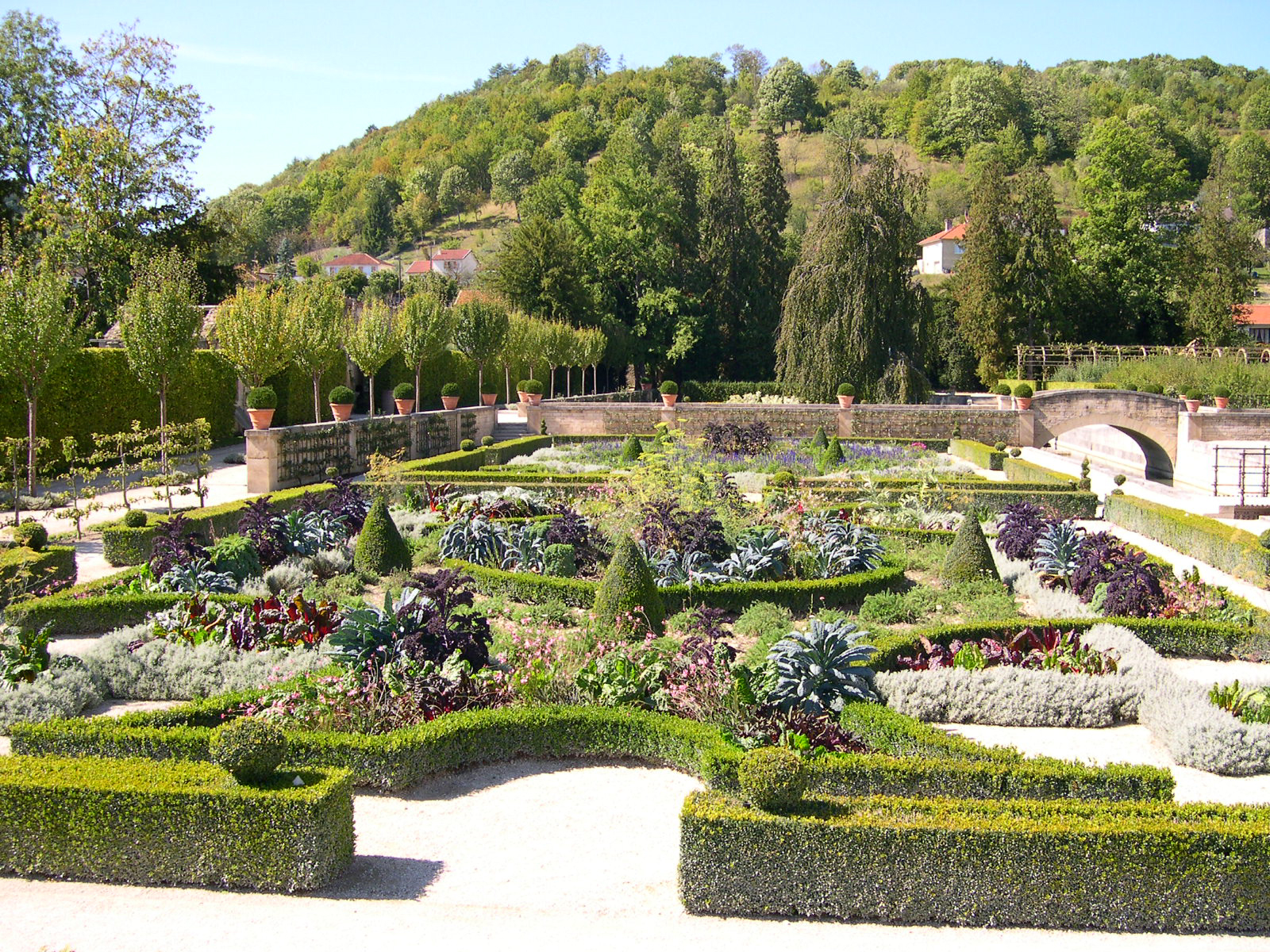
Château du Grand Jardin - Le parc d'inspiration Renaissance.
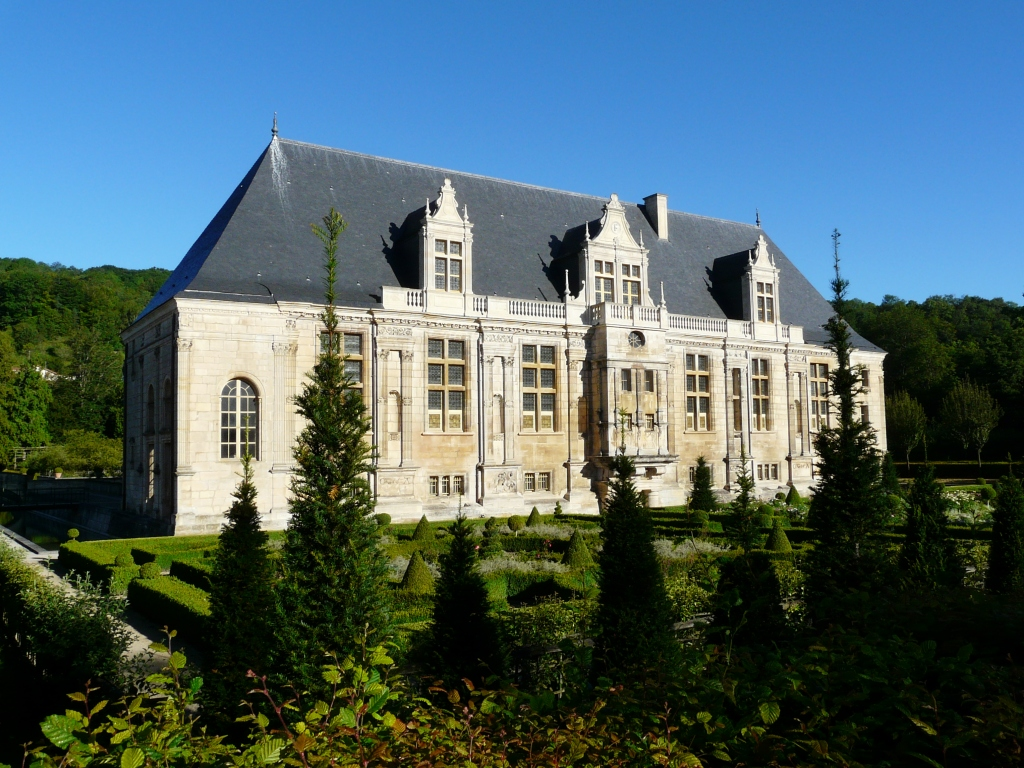
Château du Grand Jardin - Façade est.
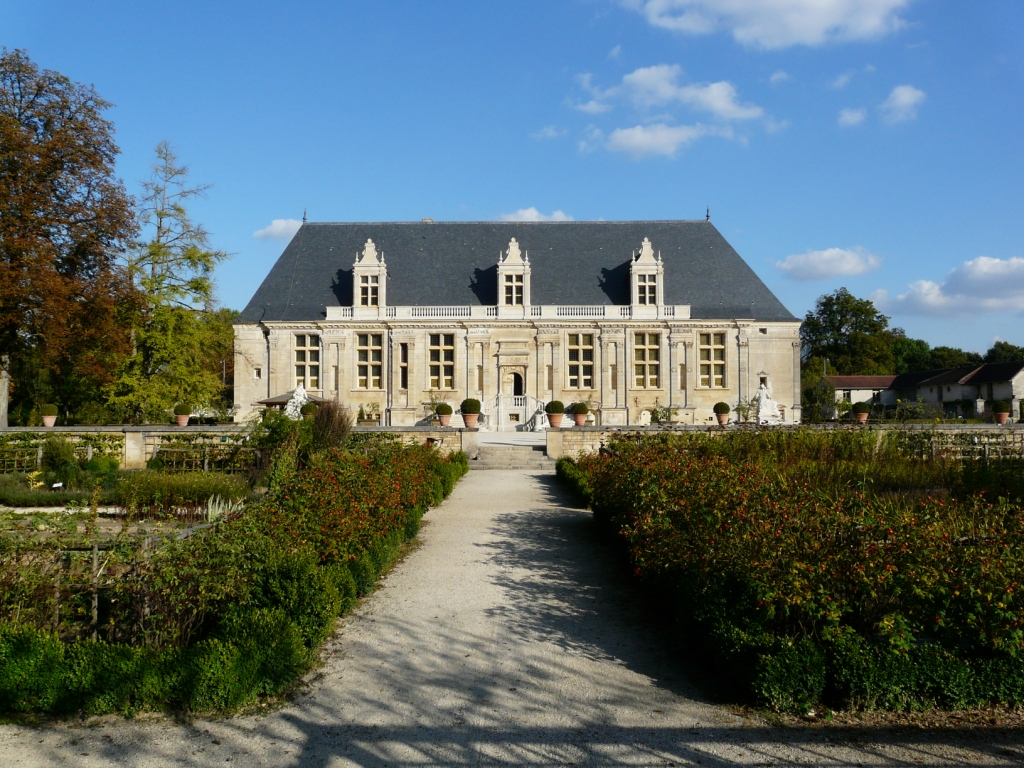
Château du Grand Jardin - Façade ouest.
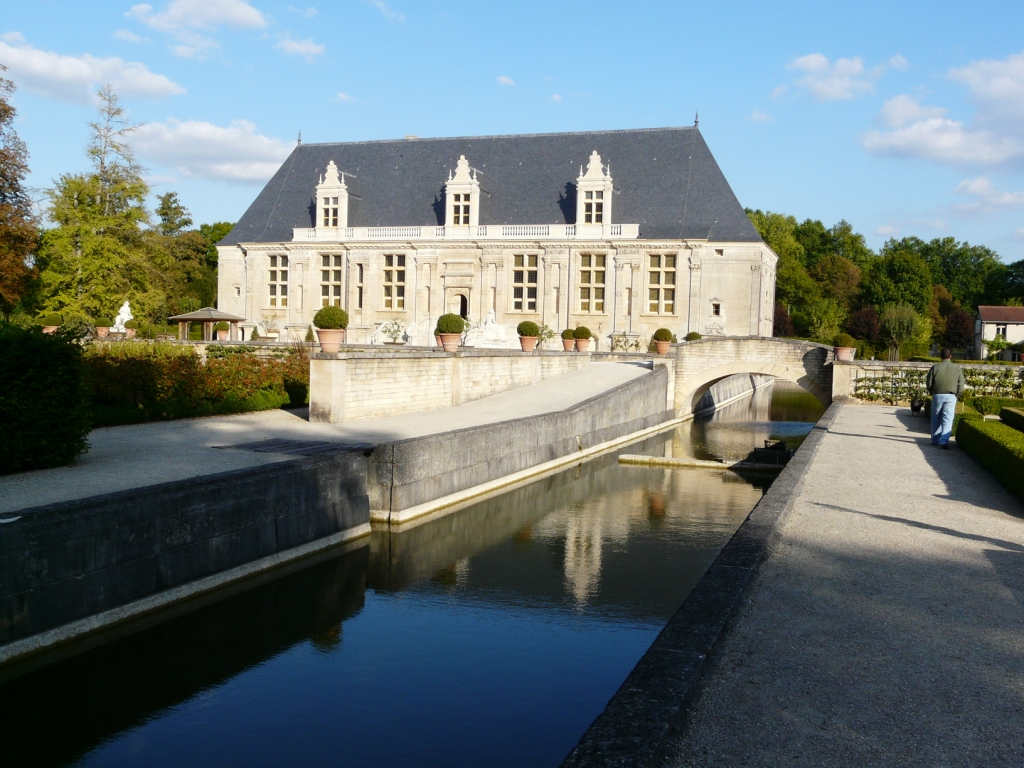
Château du Grand Jardin - Vue depuis le canal.
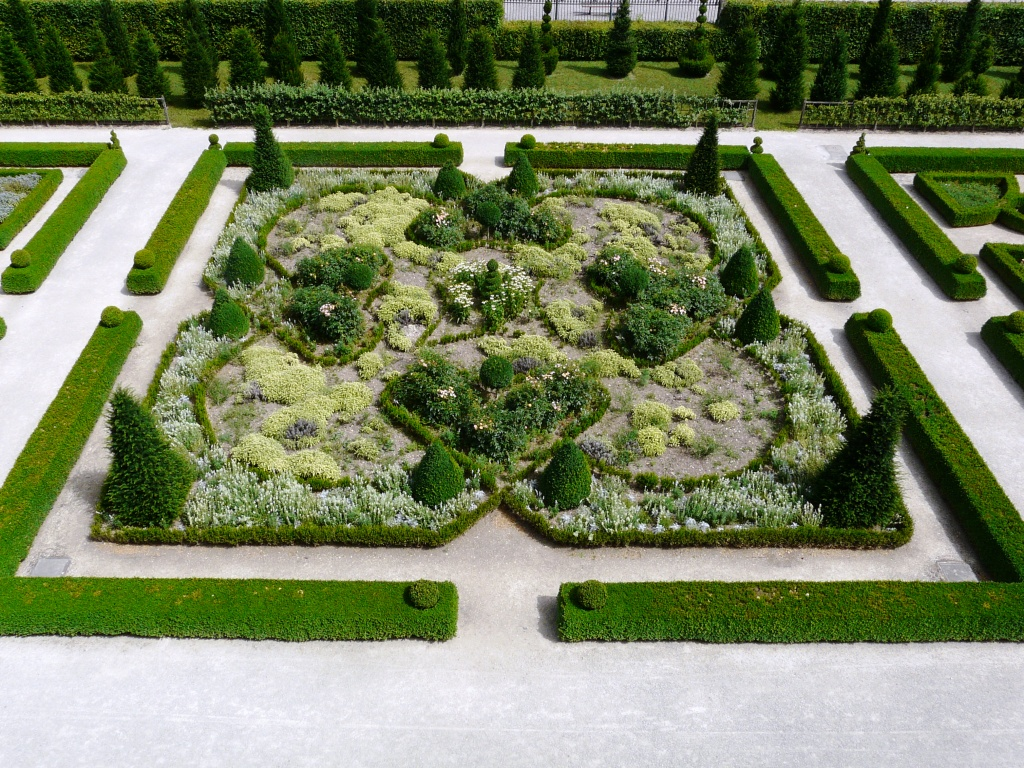
Château du Grand Jardin - Détail du parc.
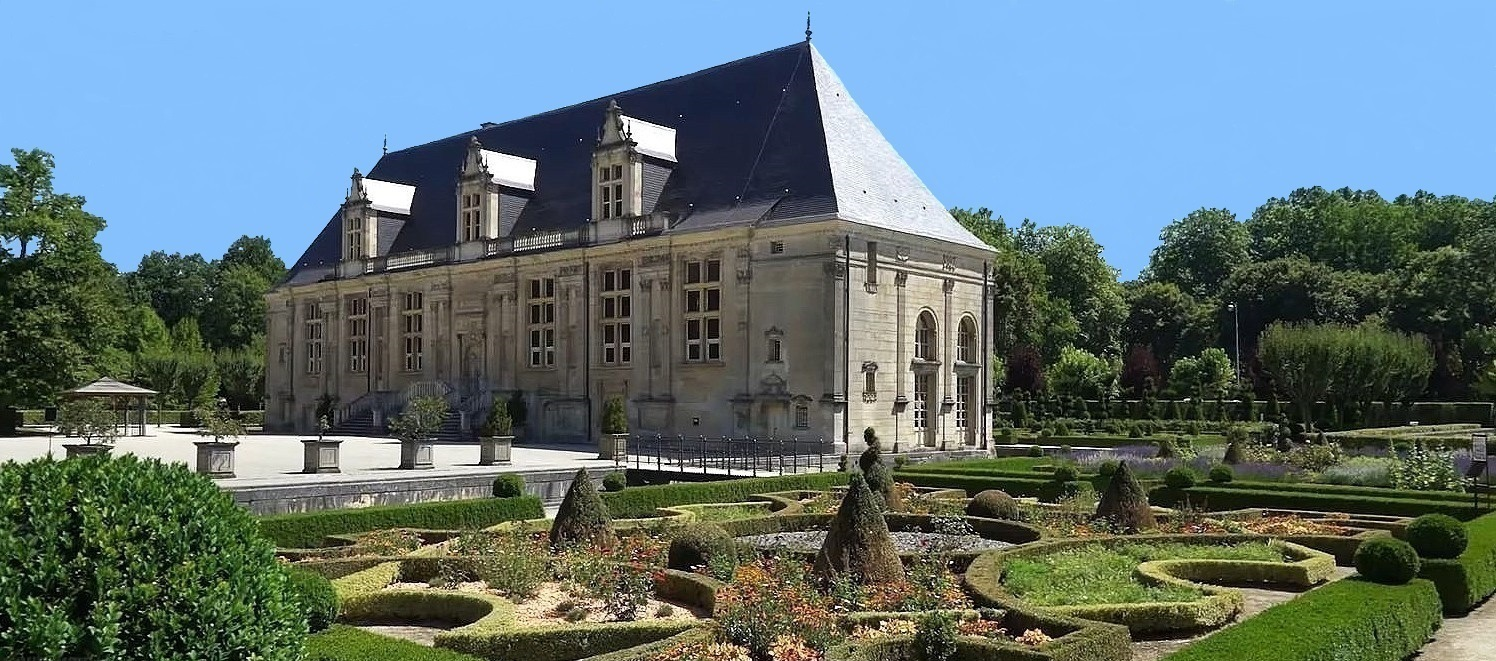
Vue générale du Château du Grand Jardin
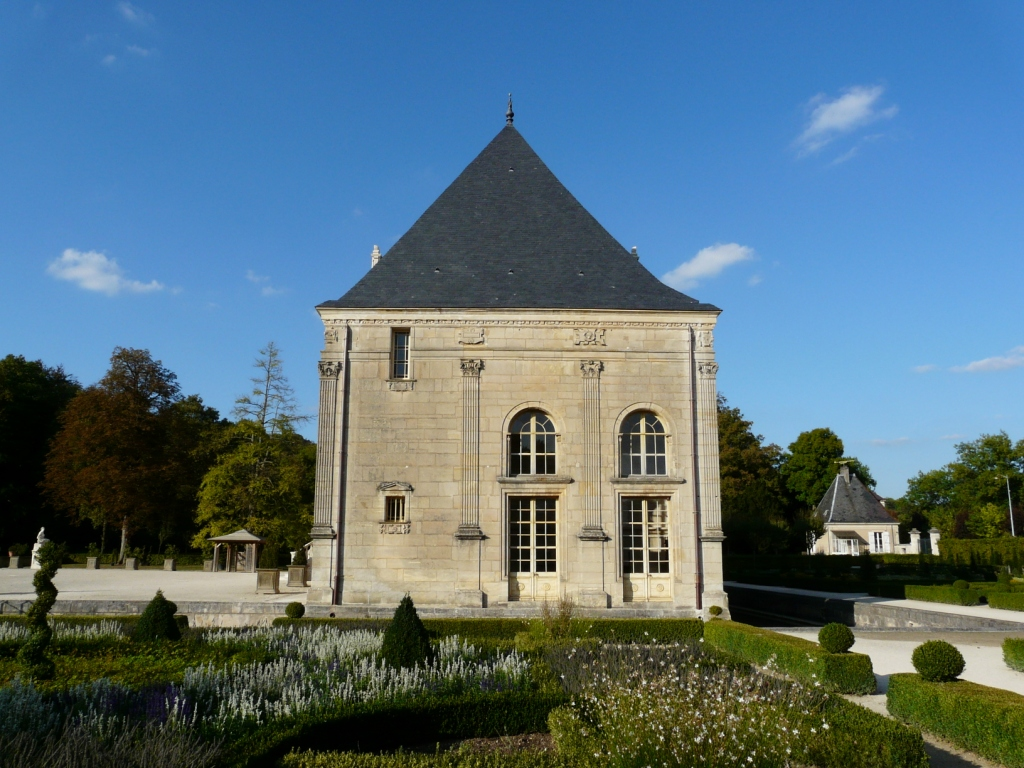
Château du Grand Jardin - Façade sud (chapelle).

#### L'Auditoire de Joinville
- L'auditoire de Joinville, tribunal de haute justice, construit en 1561 par François de Guise et sa mère Antoinette de Bourbon - Vendôme, permet de voir :
  - La Pompe Funèbre de Claude de Lorraine, premier duc de Guise,
  - l'historial des seigneurs et princes de Joinville,
  - Des anciennes prisons,
  - Une horloge du XVIIIe siècle.

#### Autres monuments
- Pont dit du Poncelot (XVIe siècle) : monument inscrit en 1942[41].
- Tour ronde des anciens remparts (4 rue de la Fontaine - XIIIe siècle) : monument inscrit en 1942[42].
- Hôtel Leclerc (14 rue de l'Auditoire - XVIe et XVIIIe siècles) : monument inscrit en 2010[43].
- Maison Valdruche (18 rue des Royaux - XVIIe et XVIIIe siècles). Elle doit son nom à un médecin qui fut député et administrateur du directoire de Haute-Marne à l’Assemblée constituante. Élu à la Convention en 1792, il vota le régicide. Cette demeure bourgeoise aux allures d'hôtel particulier a conservé ses dispositions intérieures du XVIIIe siècle : pièces en enfilades, lambris, cheminées, dessus de portes peints...
- La statue de sire Jean de Joinville, due à Joseph-Stanislas Lescorné et inaugurée en juin 1861. Trois bas-reliefs ornent le piédestal : le premier représente Joinville âgé de vingt-quatre ans partant pour la Terre-Sainte, le deuxième l'épisode de la Manssoura où il combattit seul une troupe de Sarrazins, et le troisième Joinville assistant Saint Louis qui rend la justice sous son chêne à Vincennes[44].
- Demeures anciennes du XVIe au XVIIIe siècle.
- Cariatides du mausolée de Claude de Lorraine, à l'intérieur de la chapelle du château du Grand Jardin.
- Vestiges, au sommet de la colline surplombant la ville, du château d'En-Haut, disparu à la Révolution.
- Hôpital et son apothicairerie où une collection de pots en faïence est exposée dans deux petites salles lambrissées.
- Une halle en bois du xvie siècle inscrite comme monument historique[45] est détruite en 1955[46].
- La fosse commune des princes et princesses de Joinville, où leurs restes mortuaires, dérangés pendant la Révolution, ont été déversés, est surmontée d'une table en pierre, sur laquelle une plaque commémorative est apposée.

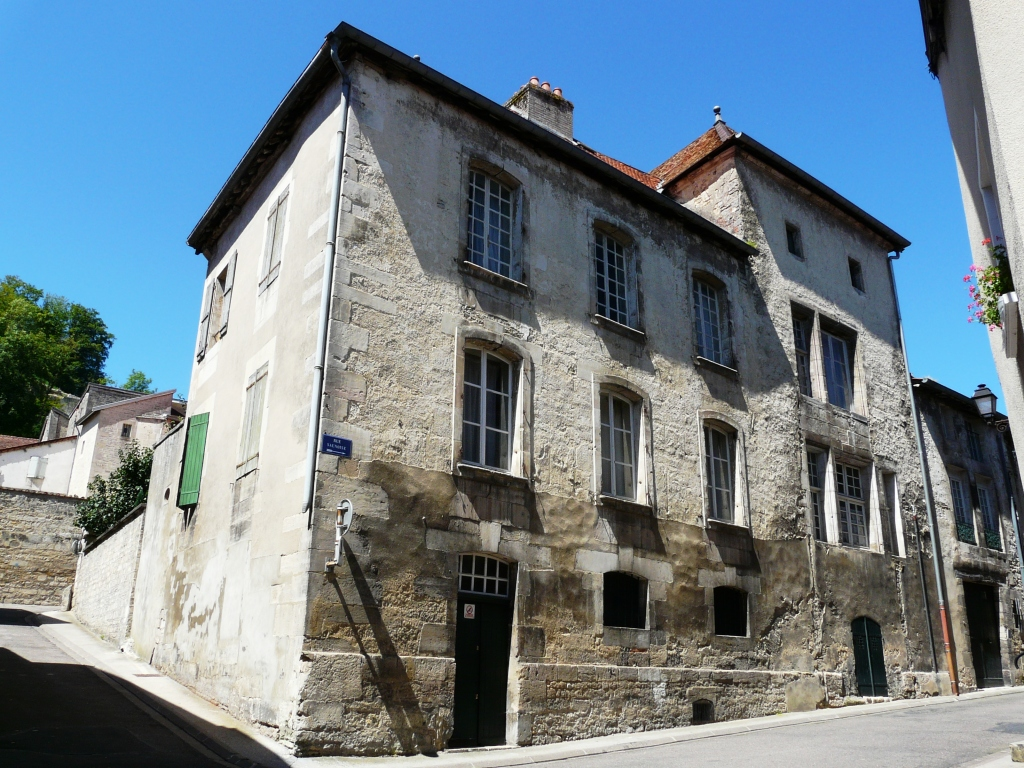
Hôtel Leclerc (14 rue de l'Auditoire) : depuis la rue Saunoise.
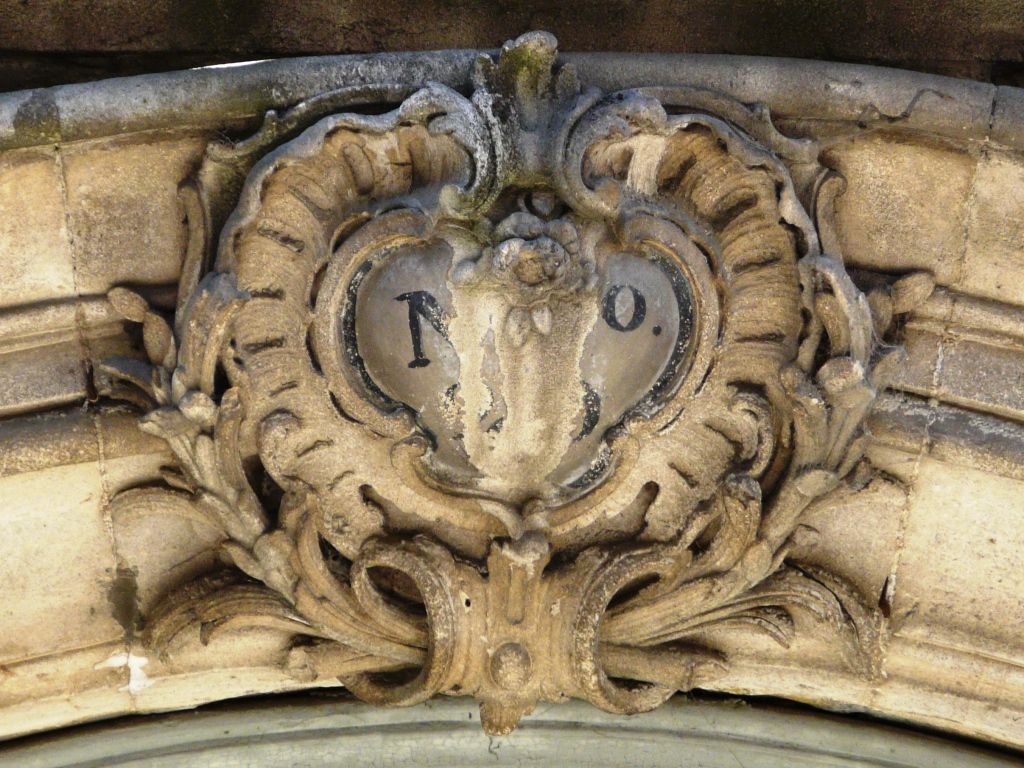
9 rue des Royaux : clef de la porte.
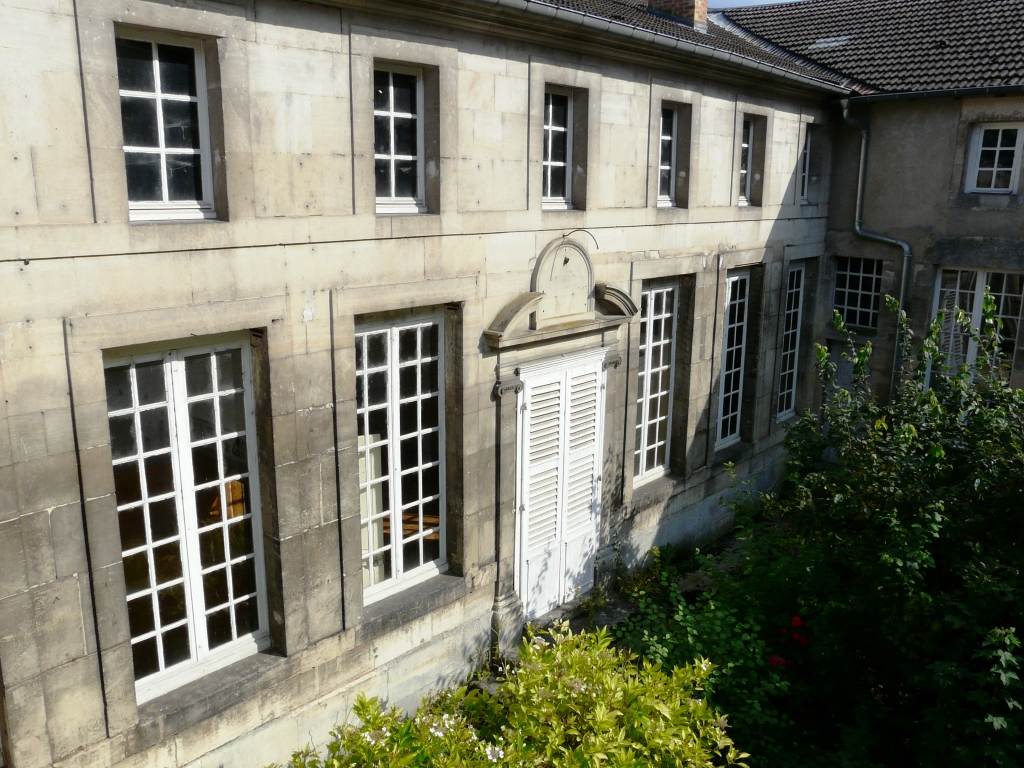
18 rue des Royaux : cour d'honneur.
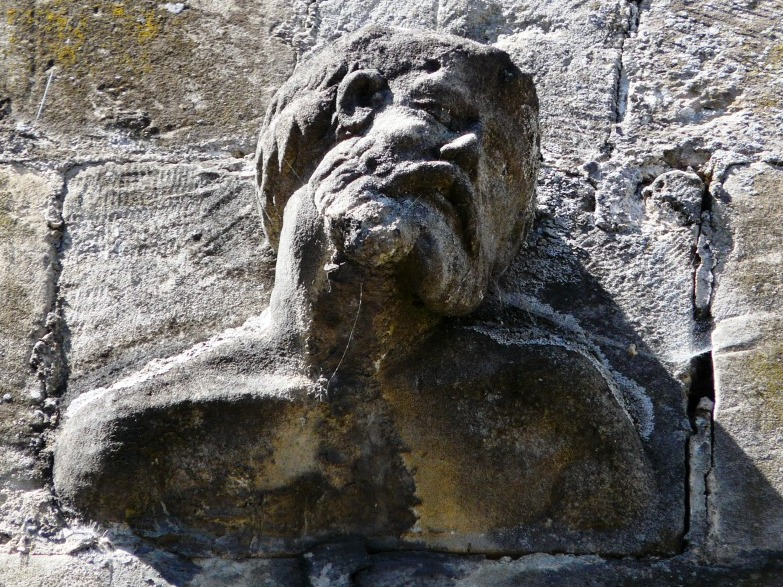
25 rue des Marmouzets : buste en façade.
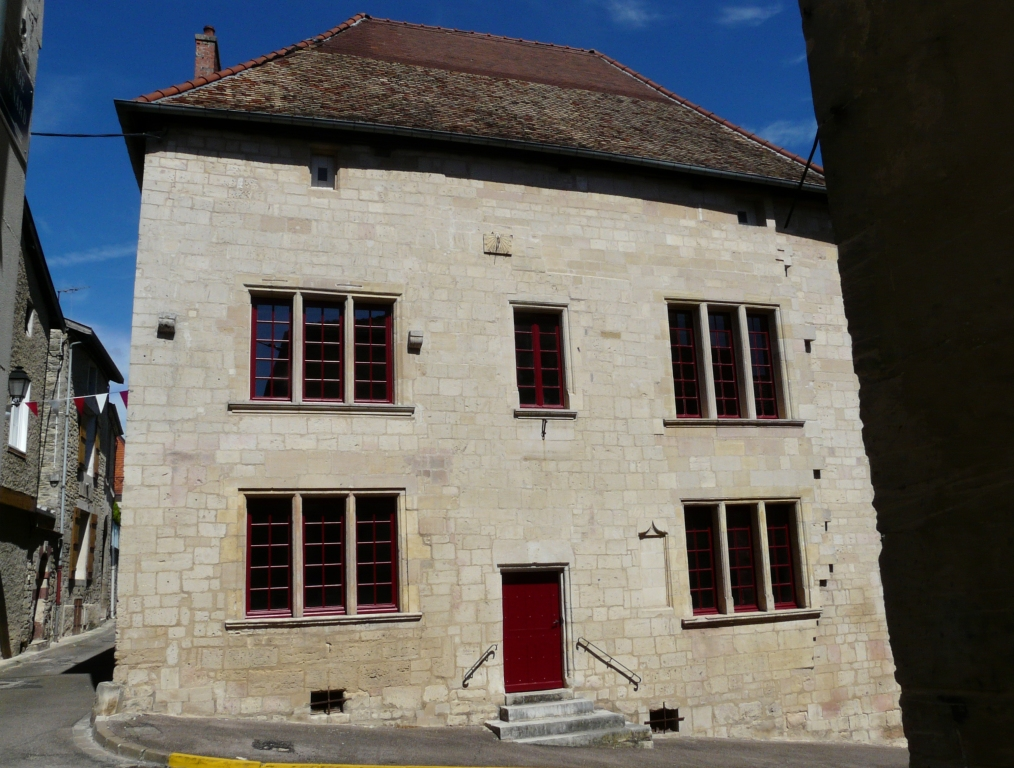
10 rue des Chanoines : façade sur rue.
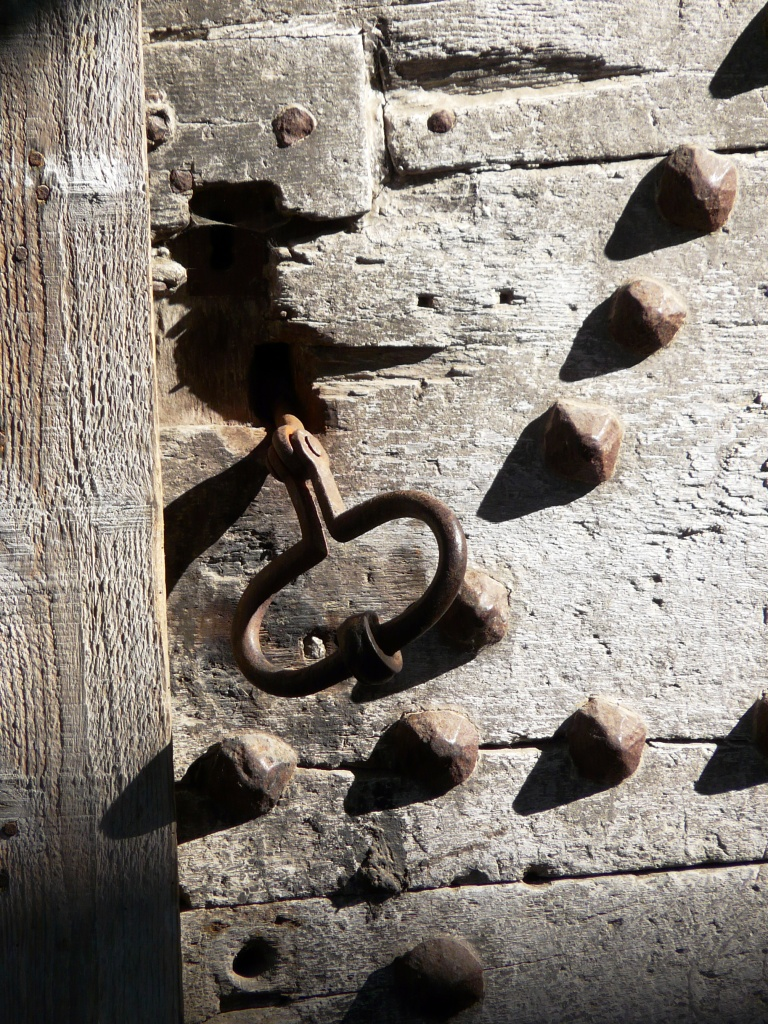
20 rue du Valleroy : heurtoir et clous sur la porte cochère.
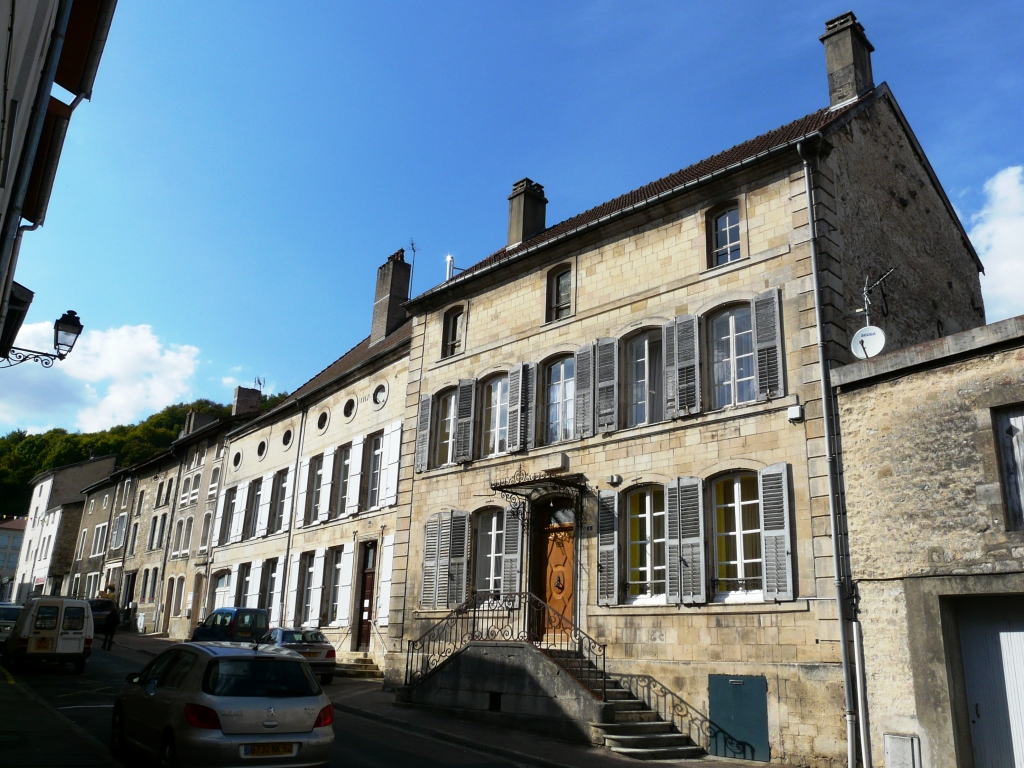
Rue Diderot : vue générale.

### Édifices religieux
- Église Notre-Dame de la Nativité, rue Notre-Dame (XIIe – XIIIe siècle)  Inscrit MH (1925)[47], elle présente notamment :
  - Un sépulcre du XVIe siècle ;
  - La ceinture de saint Joseph, exposée dans une chapelle latérale, relique rapportée de Palestine par Jean de Joinville en revenant de croisade ;
  - De magnifiques orgues, superbement sculptées, à la tribune Renaissance. Leur fabrication remonte à 1688 et leur installation à Joinville en 1696. De facture française typique de cette époque, et après de nombreuses modifications au cours des siècles, cet instrument a été entièrement restauré à partir de 1978 et son inauguration, dans sa forme actuelle date de 1984. Le buffet du grand orgue est d'origine (époque Louis XIV), celui du positif a été reconstruit dans le même style. Il possède 30 jeux (2142 tuyaux), 3 claviers. Un pédalier « à la française » a été réinstallé, pour conserver la facture classique de l'instrument d'origine.

Eglise Notre-Dame de la Nativité
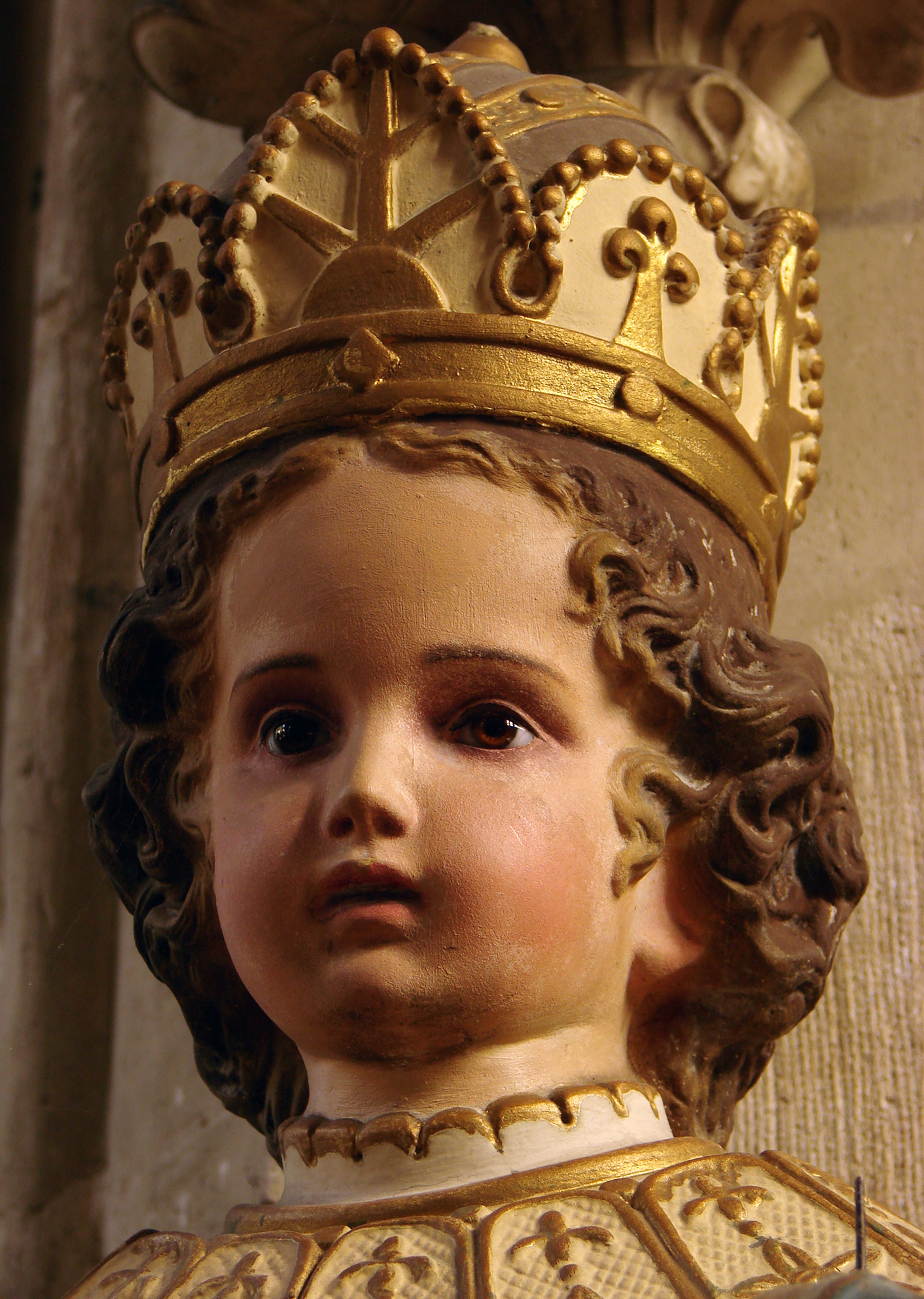
Enfant Jésus de Prague
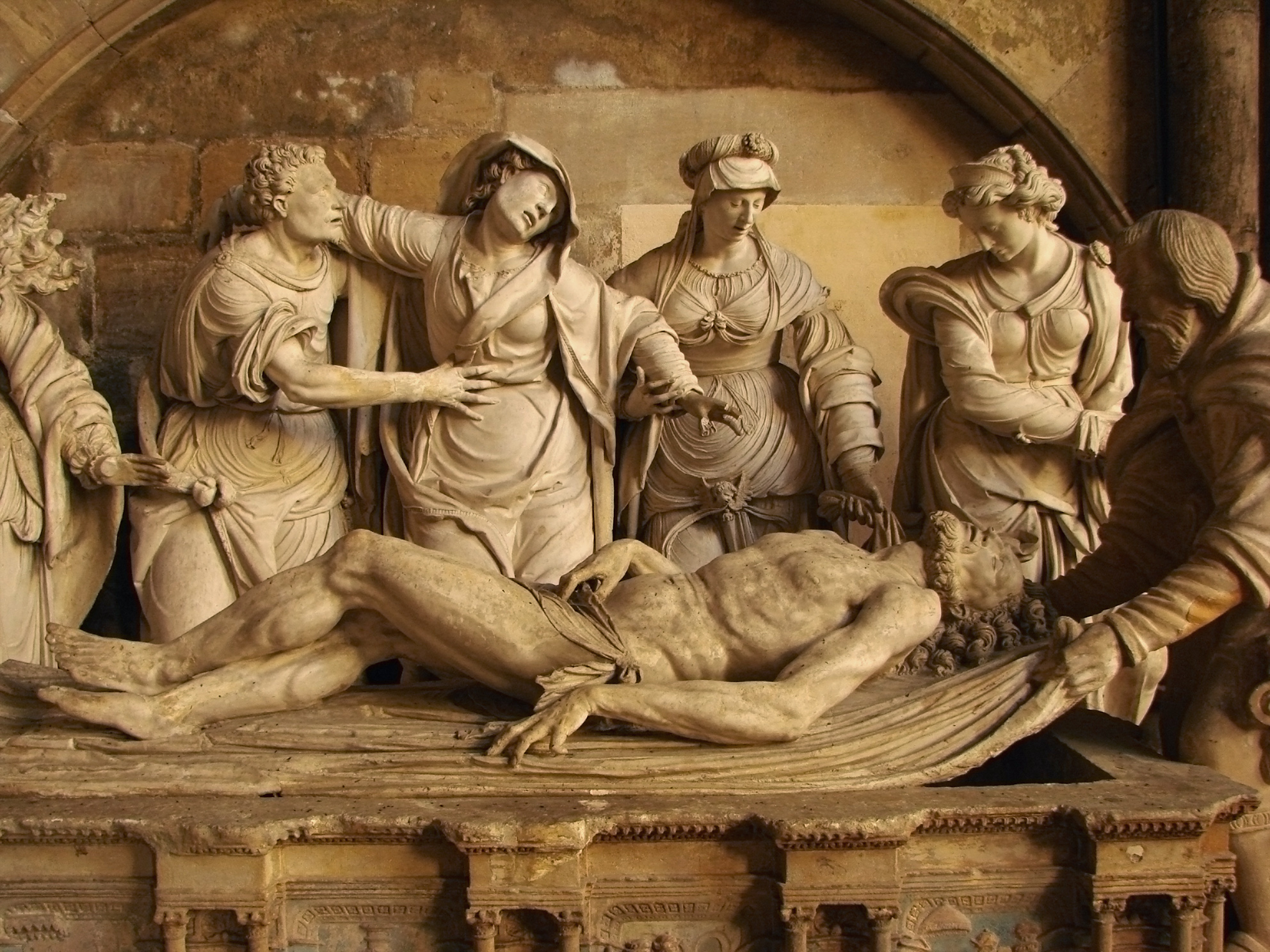
Mise au tombeau
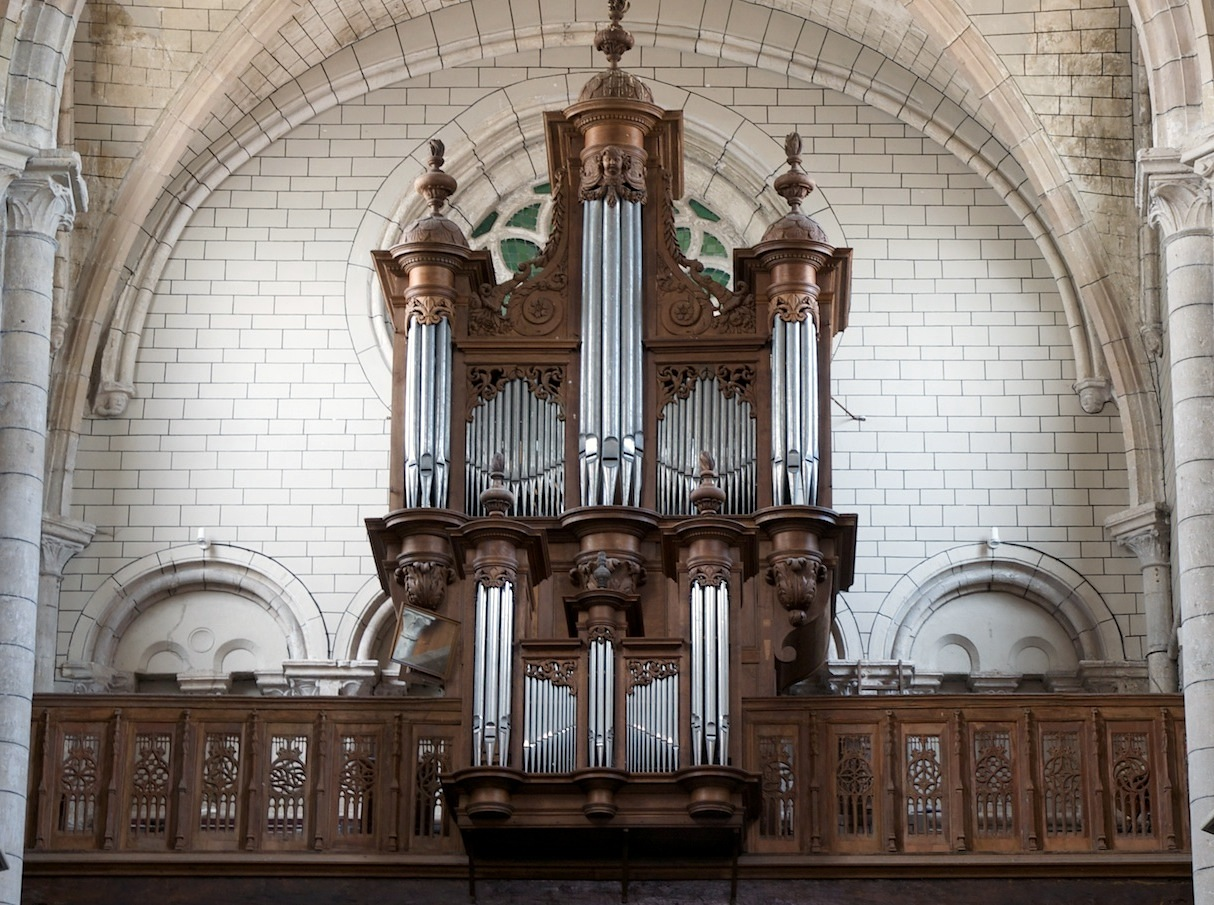
Orgue du XVIIe siècle
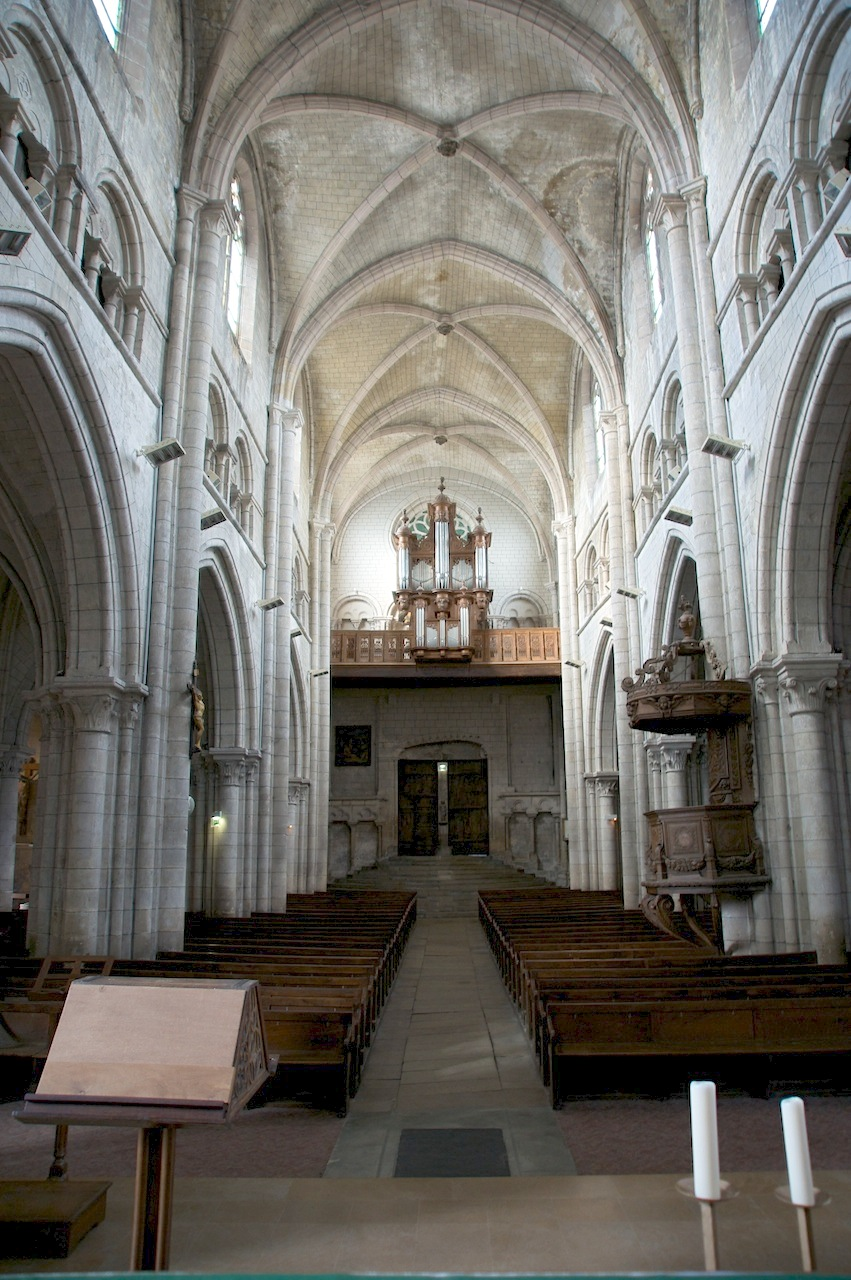
Nef
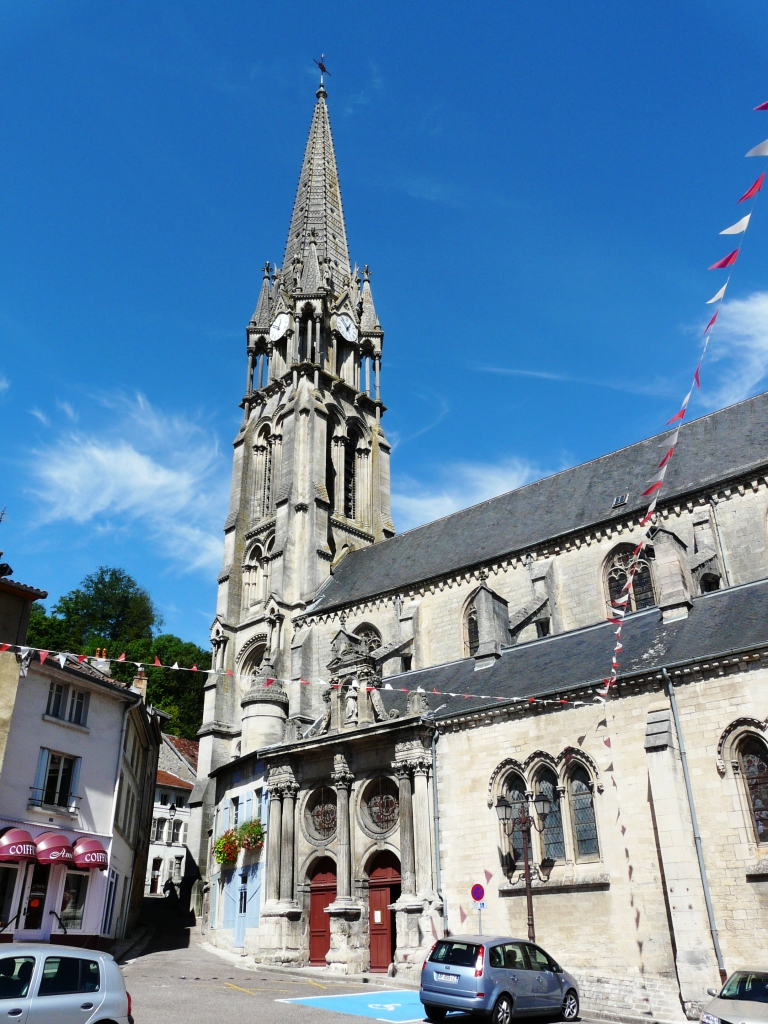
Vue générale avec le portail Renaissance
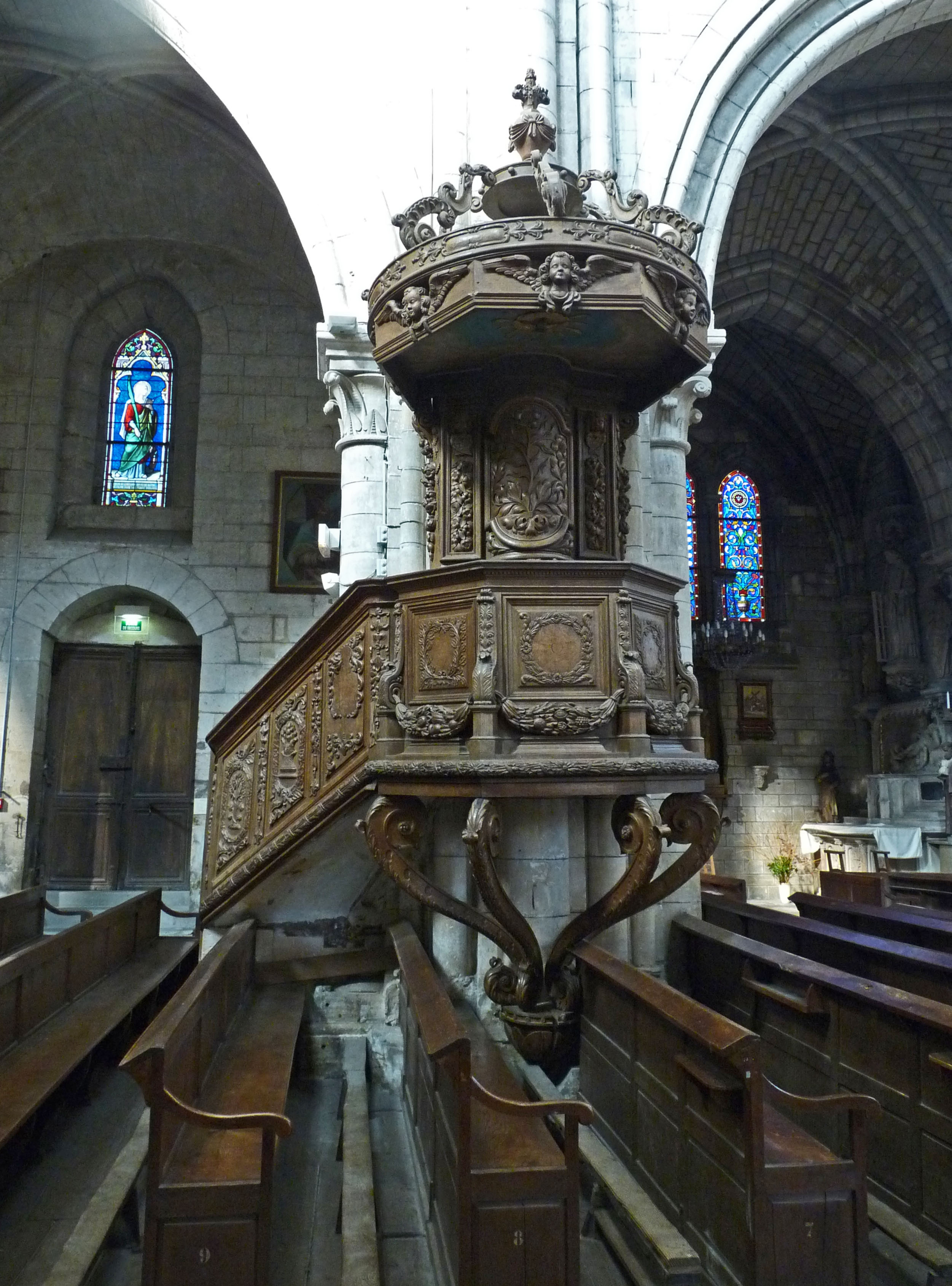
Chaire à prêcher du XVIIe siècle

- Chapelle Sainte-Anne, au cimetière : ce monument classé en 1909[48], avait été racheté par un particulier durant la Révolution. Cédée en 1908 à la commune, par les héritiers de la famille, elle est la seule autre rescapée des nombreux édifices religieux qu'abritait la principauté autrefois[49]. Située à l'intérieur du cimetière, elle présente des vitraux du XVIe siècle de l'École troyenne (à noter que dans ce cimetière se trouve également le tombeau des seigneurs et princes de Joinville)
- Ancien Couvent des Annonciades Célestes (et son oratoire, dans les jardins), 22 avenue Irma Masson, (seconde moitié du XVIIIe siècle, remanié durant la seconde moitié du XIXe siècle), ancien couvent des bénédictines de Notre-Dame-de-la-Pitié à l'origine (XVIe   au   XVIIIe siècle), occupé ensuite par les annonciades célestes (de 1840 à 1975) : monument historique inscrit en 1994[50].
- Ancienne école catholique de garçons, 4 rue du Temple
- Salle du royaume des témoins de jehovah, 14 rue du Val de Wassy

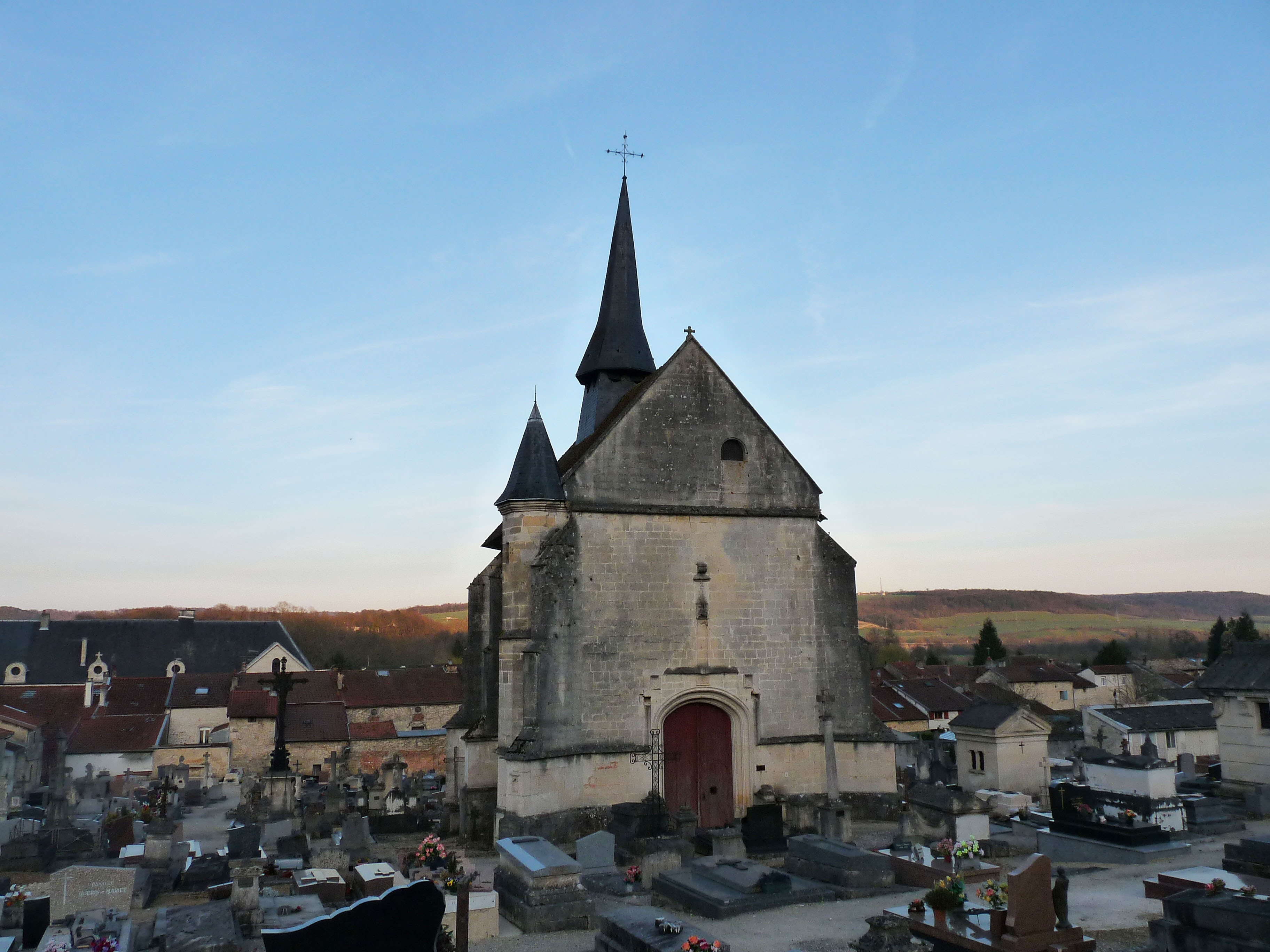
Chapelle Saint-Anne, dans le cimetière de Joinville : un édifice du XVIe siècle classé au titre des Monuments Historiques
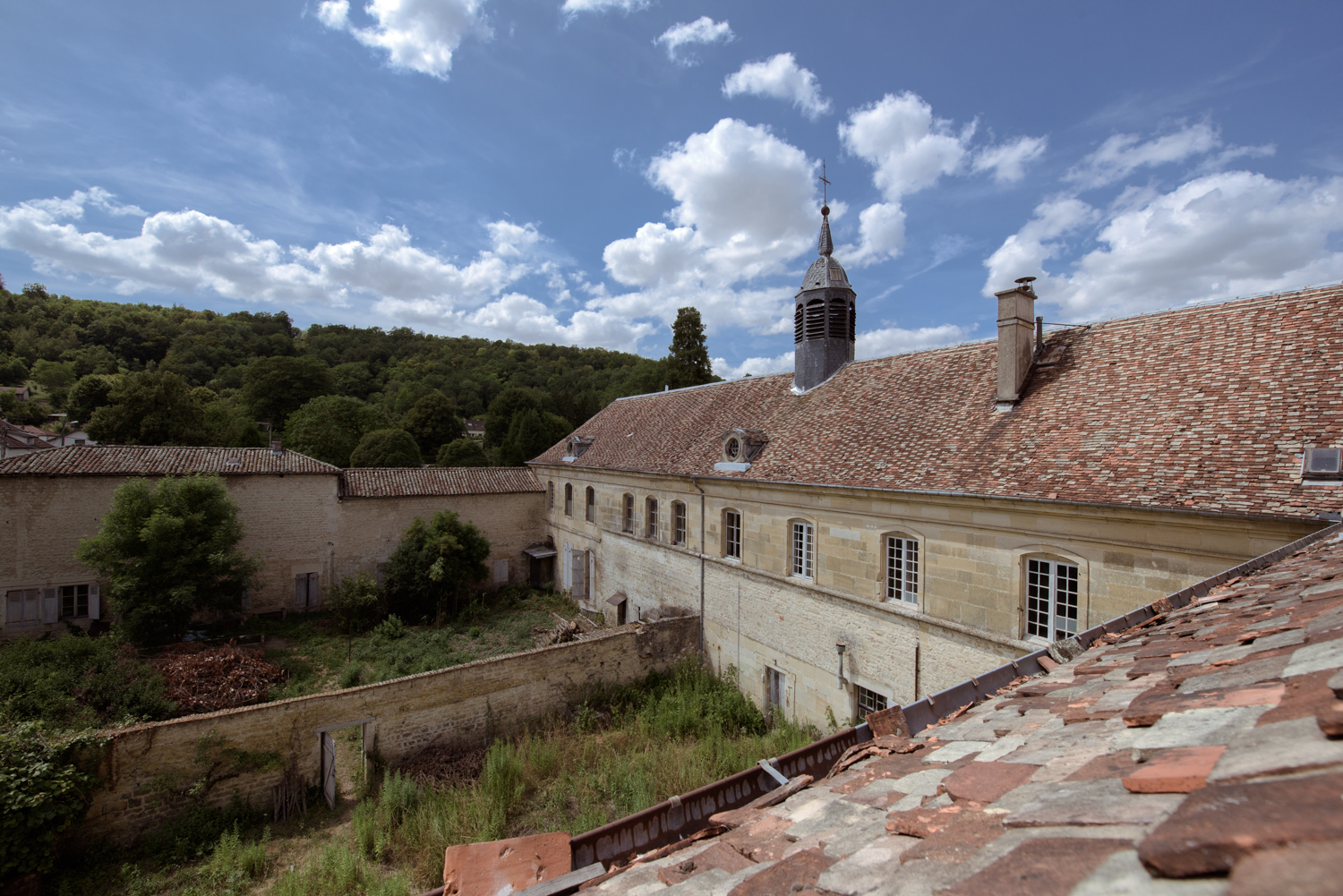
Ancien Couvent des Annonciades Célestes : vue générale des bâtiments du XVIIIe siècle, inscrits au titre des Monuments Historiques
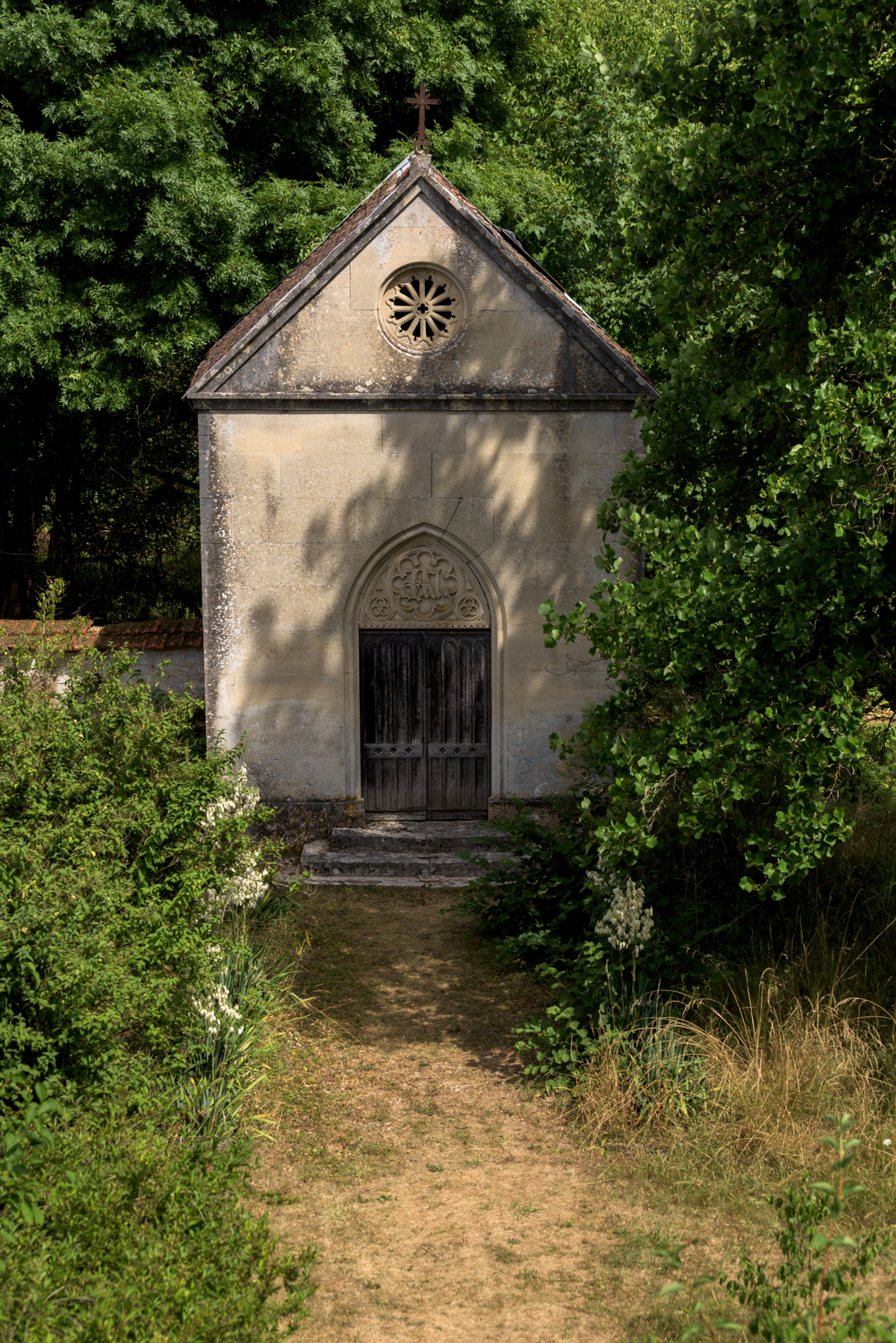
Oratoire des jardins de l'ancien Couvent des Annonciades Célestes, construit en 1851

### Personnalités liées à la commune
- Voir aussi la catégorie recensant les personnalités nées à Joinville.

Des personnages illustres sont nés, ont habité ou sont passés à Joinville
- René Quantin (Joinville 1910 - Mézières-sur-Ponthouin 1944), sous-officier du Régiment de marche du Tchad, Compagnon de la Libération[51], Mort pour la France le 10 août 1944.
- Jean de Joinville, historien de Saint Louis
  - Les sires de Joinville, y compris le précédent, furent sénéchaux de Champagne de 1152 à 1365.
- Claude de Lorraine, le bâtisseur du château du Grand Jardin
- Charles de Guise, cardinal de Lorraine
- Louis de Guise, cardinal évêque de Metz
- Henri duc de Guise (dit le balafré) assassiné à Blois par la garde d’Henri III
- Henri II de Guise, le masque de fer selon les travaux de l'historien Camille Bartoli
- Louis XIII et Richelieu
- François Lespingola, sculpteur du XVIIe siècle qui a notamment travaillé sur les sculptures des jardins des châteaux de Versailles et de Meudon
- Louis Yard, peintre du début du XVIIIe siècle
- Joseph Perrin des Almons (1717-1798), général des armées de la Royauté et de la République, né à Metz, décédé à Joinville
- François Devienne, compositeur français du XVIIIe siècle, y est né
- Anne-Marie-Louise d'Orléans, « La Grande Mademoiselle », princesse de Joinville
- Anne Joseph Arnoux Valdruche, médecin et politique du XVIIIe siècle
- Jean Hubert Rozet (1755 à Joinville-?), homme politique, député de la Haute-Marne en 1815.
- Jean Thouvenin (vers 1765 - après 1828), graveur
- François d'Orléans, prince de Joinville, fils de Louis-Philippe Ier, roi des Français, rapatrie les cendres de Napoléon de Sainte-Hélène aux Invalides à Paris
- Louis-Marie Caverot, né en 1806 à Joinville, évêque de Saint-Dié, puis Cardinal-archevêque de Lyon
- À l'occasion d'un mariage dans la famille joinvilloise Ménétrel, à laquelle appartient le docteur Louis Ménétrel, compagnon d'armes de Philippe Pétain durant la Grande Guerre, un président de la République, Paul Doumer, et le maréchal séjournèrent à Joinville : « on imagine l’émoi formidable provoqué, le 26 juillet 1931, dans le bourg de Joinville, lorsque le président de la République et le maréchal Pétain sont les témoins au mariage d’Annie Ménétrel ! Joinville qui s'émerveille aussi de voir le maréchal canoter sur la Marne en manches de chemises [...] » (extrait de : Le docteur Ménétrel - Éminence grise et confident du maréchal Pétain de Bénédicte Vergez-Chaignon, page 53)
- Paul Maistre, général de la sixième puis de la dixième armée au cours de la Première Guerre mondiale
- Joseph-Amand Passerat (1772-1858), prêtre rédemptoriste français, vénérable.
- Charles-Michel Geoffroy (1819-1882), graveur français, est né à Joinville.

### Héraldique
| Armes de Joinville | Les armes de Joinville se blasonnent ainsi : D'azur à trois broyes d'or liées d'argent, et au chef aussi d'argent à un lion issant de gueules. Les toutes premières armoiries de la Maison de Joinville avec ses trois broyes d'or sur champ d'azur sont issues d'Étienne de Vaux, second fils présumé de Renaud de Broyes Le lion des Plantagenêt a été offert à Geoffroy V de Joinville par Richard Cœur de Lion. |